# 機動戰士GUNDAM SEED系列角色列表
機動戰士GUNDAM SEED系列角色列表，主要內容為日本動畫作品《機動戰士GUNDAM SEED》與第二季《機動戰士GUNDAM SEED DESTINY》及《机动战士GUNDAM SEED FREEDOM》所登場的人物。
以下內容以第一季代稱《機動戰士GUNDAM SEED》，第二季代稱《機動戰士GUNDAM SEED DESTINY》，电影版代称《机动战士GUNDAM SEED FREEDOM》。

## 主要人物
煌·大和（Kira Yamato）
配音：保志總一朗（日本）；梁偉德（TVB）／盧志傑（DVD、第二季）（香港）；（台灣）
- 生日：C.E.55年5月18日
- 年齡：16歲／18歲／19岁[1]
- 身高：165公分／170公分
- 種族：調整者
- 介紹：

故事全系列主角之一，為「GAT-X105 攻擊鋼彈」及「ZGMF-X10A 自由鋼彈」的駕駛員；之後在第二季駕駛「ZGMF-X10A 自由鋼彈」及「ZGMF-X20A 攻擊自由鋼彈」；劇場版駕駛「SFFS-909 振揚自由鋼彈」、「ZGMF/A-262B 攻擊自由鋼彈 規格Ⅱ」和與「驕傲防衛者背包」合體後成為「ZGMF/A-262PD-P 全能攻擊自由鋼彈」。
原居住於歐普的太空殖民地「海利歐波里斯」，之後因為札夫特發動攻擊使得海利歐波里斯淪陷而被迫捲入戰火。
性格善良温和。
其雙胞姐姐為出身自歐普的卡佳里·尤拉·阿斯哈；第一季後期與拉克絲·克萊因發展為戀人關係。
生父響博士將他當作「人造子宮」的實驗體，得到前所未有的成功，而成為他口中所謂的「最完美的調整者」。
在《SEED DESTINY》中，煌本來與拉克絲一起照顧孤兒，過著與世無爭的生活，但由於P.L.A.N.T.的杜蘭朵議長派特種部隊刺殺拉克絲，導致他再次駕駛自由高達介入紛爭。但因爲錯手殺死了真·飛鳥的愛人史黛拉，被真尋仇擊敗。失去了自由高達的煌，再次得到了拉克絲送來的攻擊自由鋼彈，阻止杜蘭朵議長實行剝奪世人選擇自己的命運之自由的「命運計劃」。事後煌跟真握手言和。
劇場版中加入了拉克絲成立的羅盤組織，軍銜准將，執行維護世界和平而武力介入武裝衝突的工作。可是，煌感覺到無論自己如何努力戰鬥，世界的紛爭仍未止息，令他感到迷茫和疲累，也導致他減少了很多與拉克絲相處的時間，甚至質疑自己是否有資格跟拉克絲在一起。在他跟Foundation進行合作作戰期間，煌被黑騎士小隊操縱了心靈，令他盲目地追擊藍色宇宙餘黨頭目的幻覺，導致羅盤中了Foundation的陰謀而陷入苦戰，幸好阿斯蘭及時趕到而得救。在阿斯蘭的秘密基地裏，煌因為拉克絲跟著Foundation離開感到灰心喪氣，結果他被阿斯蘭幹了一場架而振作起來，明白到并不是只有他一人獨自戰鬥著和別把所有責任扛在自己身上，和真心愛著拉克絲的話一定要對她説出來，於是決定去「劫持」千年號戰艦拯救拉克絲。煌把拉克絲救了出來之後，兩人駕駛「全能攻擊自由鋼彈」合力打敗奧菲和消滅Foundation。事件結束後，煌和拉克絲兩人對外宣告失蹤再度隱居。
阿斯蘭·薩拉（Athrun Zala）
配音：石田彰（日本）；鄺樹培→蘇強文（TVB）／羅偉民（DVD、第二季）（香港）；丘台名（台灣）
- 生日：C.E.55年10月29日
- 年齡：16歲／18歲／19岁[2]
- 身高：170公分／174公分
- 種族：調整者
- 介紹：

故事全系列主角之一，他是基拉·大和從小就認識的摯友，性格冷静温柔，亦為「GAT-X303 神盾鋼彈」及「ZGMF-X09A 正義鋼彈」的駕駛員；之後在第二季駕駛「ZGMF-X23S 救星鋼彈」與「ZGMF-X19A 無限正義鋼彈」，劇場版駕駛「ZGMF-MM07 魔蟹」（裏面是「ZGMF-X191M2 無限正義鋼彈 二式」）和「ZGMF/A-262B 攻擊自由鋼彈 規格Ⅱ」（臨時駕駛）。
他也是P.L.A.N.T.最高評議會成員（後升任為議長）派屈克·薩拉的獨生子，其母於地球軍發動的「血腥情人節」事件中喪生。
原為拉克絲·克萊因的婚約人（實際上為政治聯姻），之後因為派屈克認為拉克絲·克萊因背叛P.L.A.N.T.而中止，拉克絲·克萊因後來與煌發展成戀人關係。
第一季後期與卡佳里·尤拉·阿斯哈發展成戀人關係。
在《SD高達G世代永恆》的獨家故事《Gundam SEED Recollection》中，在楊京-杜威之戰後，阿斯蘭的名字被扎多軍的中支持他父親派屈克的極端分子們利用來作為旗號，對地球聯合軍的基地發動恐怖襲擊以破壞PLANT和地球的和談。不過阿斯蘭成功搗破他們的計劃，然後流亡到奧布。
第二季初登场时作为卡佳里的保镖一同前往扎夫特一号军械库。同时间潜入军械库一号的史黛菈·路歇与其同伴史汀格·欧格雷和奥尔·尼达曾引起了阿斯兰的注意，阿斯兰与史黛菈短暂地对视过一眼，后来在迪奥基亚再次见面时阿斯兰觉得他们看起来似曾相识，但不知道彼此已经交战了多次。第二季中期爲改善動蕩局勢重新加入紮夫特，發現議長真面目後叛逃，最終正式以本名加入奧布軍，軍銜爲二佐。劇場版後升爲一佐並外派情報機構[終端機]，立志與卡嘉莉繼續護衛世界和平。
劇場版FREEDOM中，阿斯蘭和美玲兩人潛入Foundation内部進行調查，發現了不少關於奧拉女王和協調者的秘密。在Foundation背刺羅盤的時候，阿斯蘭駕駛魔蟹出擊救下煌與大天使號的生還者，並將他們安置在破曉島内的秘密基地，阿斯蘭將他調查所得的情報真相告訴給衆人，也把因爲失去拉克絲而失意沮喪的煌給打醒。衆人「劫持」千年號戰艦出發去宇宙後，阿斯蘭駕駛攻擊自由鋼彈 規格Ⅱ將黑騎士小隊隊長修拉從Foundation的據點「阿爾緹蜜斯要塞」中引出來，令魔蟹與煌成功潛入要塞内部把拉克絲救出。拉克絲救出來後就將攻擊自由鋼彈交回給煌。在煌差不多被修拉殺死前，阿斯蘭捨身為煌擋下攻擊，魔蟹的裝甲爆炸並露出了「無限正義鋼彈 二式」的真身。阿斯蘭與修拉進行一對一的對決，他利用色情的妄想和將機體交給卡佳里遙控操作來對抗修拉的讀心術，以及憑著强烈的求生意志令他成功將修拉擊敗。
拉克丝·克莱因（Lacus Clyne）
配音：田中理惠（日本）；鄭麗麗（TVB）／莎拉（DVD、第二季）（香港）；詹雅菁（台灣）
- 生日：C.E.55年2月5日
- 年齡：16歲／18歲／20岁[3]
- 身高：158公分／160公分
- 種族：協調者
- 介紹：

為P.L.A.N.T.議長西蓋爾·克萊因的獨生女，素有「歌姬」之稱，一心追求和平，之後與煌·大和、阿斯蘭·薩拉及卡佳里·尤拉·阿斯哈等人投身武裝和平運動。
原本與阿斯蘭有婚約，後來帶領煌盜取自由鋼彈而被國家視為叛國，並解除與阿斯蘭的政治婚約〈阿斯蘭曾提及，自己對她的感情大部分來自政治婚約而非個人〉，在遇到跟她一樣追求和平理念的煌後，兩人發展為戀人。
第二季在弥赛亚要塞覆灭后在P.L.A.N.T.国防部工作，後來在劇場版裏成立了世界維和組織羅盤並作為該組織的總裁。
剧场版《SEED FREEDOM》当中揭示了拉克丝并不是一般的调整者或者像基拉一样的超级调整者，而是在调整者之上的協調者〈ACCORD〉，且天生拥有在无意识之间洗脑其他人和让其他人无条件信任的能力，这件事最初只有她的父母知道，就连拉克丝自己也不知情。
卡佳里·尤拉·阿斯哈（Cagalli Yula Athha）
配音：進藤尚美→森奈奈子（FREEDOM）（日本）；曾秀清（TVB）／莊巧兒（DVD、第二季）（香港）；詹雅菁（台灣）
- 生日：C.E.55年5月18日
- 年齡：16歲／18歲／19岁[4]
- 身高：162公分／164公分
- 種族：自然人[5][6]
- 介紹：

為歐普代表首長（元首）烏茲米·那拉·阿斯哈的養女，而真實身分為煌·大和的孿生姊姊；她在第二季升任為歐普首長兼三軍統帥。
主要操作「MBF-02 嫣紅攻擊鋼彈」，並在第二季首位駕駛「ORB-01 曉」，只駕駛一次，其後將曉交予穆·拉·福拉卡。
第一季後期與煌·大和的摯友阿斯蘭·薩拉發展成戀人關係。第二季初期被國內親地聯勢力架空，後在奧布保衛戰中出征，成功打擊聖蘭家族並奪回行政權。戰後主導建立世界維和組織「羅盤」。劇場版中在煌大和的幫助下護衛奧布，與阿斯蘭·薩拉共同擊退Foundation強敵。

## 地球聯合軍
地球聯合軍（Oppose Militancy and Neutralize Invasion Enforcer, O.M.N.I.），香港TVB播放時譯為「地球聯邦軍」

### 第一季
瑪琉·雷明斯（Murrue Ramius）
配音：三石琴乃（日本）；黃麗芳（TVB）／劉惠雲（DVD、第二季）（香港）；王瑞芹→詹雅菁（台灣）
- 生日：C.E.45年10月12日
- 年齡：26歲／28歲／29岁[8]
- 種族：自然人
- 階級：大西洋聯邦宇宙軍第8艦隊大尉→同少佐→歐普聯合首長國海軍三等海佐（Lieutenant Commander）[9]→一佐
- 介紹：

地球聯合軍的女性軍官，階級為上尉。在大西洋聯邦的天堂島技術研究所中以技術軍官的身分協助開發「相轉移裝甲」。重感情，作為軍人在需要冷靜判斷的情形下，往往會以人情為優先。
原為大天使號的副艦長，因為原本的艦長戰死沙場而接任艦長一職；與擔任副艦長的娜達爾有時並不和睦。
率領主要是難民的大天使號在扎夫特軍的一路追殺下降下地球，並成功達成從扎夫特軍控制地區回到軍本部阿拉斯加基地的任務。
在知道軍本部將包括大天使在內的殘存部隊當棄子後走向了雙方陣營之外的第三條路，在與煌會合後到達歐普參與對抗地聯的入侵的作戰。
為了留下小小的和平燈火，在烏茲米自爆後上宇宙與卡嘉莉（座艦草薙號）、拉克絲（座艦永恆號）領導勢力組成「三艦同盟」，為了阻止自然人跟調整者的繼續互相殘殺而奮戰著。
與地球聯合軍的王牌駕駛員穆·拉·布拉加發展成戀人關係。
在宇宙跟原下屬娜達爾所領導的新造艦主天使號數次交手。
在第一季後期，在與主天使號最後的對決中因為穆·拉·福拉卡操作的攻擊鋼彈挺身檔下主天使號的「羅安格林」砲火，在穆被擊破後悲痛的下令用羅安格林擊沉主天使號，並一度以為福拉卡戰死。
直到第二季中後期將尼歐·羅安那克救起後，瑪琉從尼歐的身上看見穆的影子；第二季後期，由於尼歐駕駛的曉成功擋下了智慧女神號的「唐懷瑟」砲火，令其記憶恢復，瑪琉才肯定尼歐的真實身份就是穆。
劇場版裏瑪琉加入了羅盤，而大天使號駐守在地球上作戰。但大天使號在追擊藍色宇宙殘黨領袖米迦勒的時候，遭到Foundation的陰謀暗算而被擊沉，幸好瑪琉在艦橋被黑騎士攻擊前及時逃生，然後與穆會合逃離戰場。之後瑪琉跟煌等大天使號的生還者們一起「劫持」被歐普扣押的千年號戰艦，瑪琉接任了該艦的艦長位置，進行拉克絲·克萊因拯救行動和對Foundation的決戰。
角色名稱源自於湯姆·克蘭西的小說的主角馬克·雷明斯（Marko Ramius）。
被稱為「鋼彈之父」的富野由悠季，曾經評價「不可能會有好像瑪琉一樣有大胸部的美人當艦長」（あんなおっぱい大きな美人なネーちゃんが艦長なんてありえない）。
娜達爾·巴吉路（Natarle Badgiruel）
配音：桑島法子（日本）；沈小蘭（香港）；詹雅菁（台灣）
- 生日：C.E.46年12月24日
- 年齡：24歲（KIA）
- 種族：自然人
- 階級：大西洋聯邦宇宙軍第8艦隊少尉→同中尉→地球聯合軍少校
- 介紹：

為大天使號的副艦長；出身於軍人世家，少尉，後升中尉，最終決戰於敵軍出場為少校，嚴格遵守上級的命令，故常與瑪琉的立場相左。
之後擔任「主天使號」的艦長，並與地球軍實質首腦穆達·阿茲萊爾一同參與攻陷札夫特宇宙要塞「波亞茲」的戰役。
最後因為反抗喪心病狂的阿茲萊爾而遭到阿茲萊爾槍擊受傷，卻也成功將其與自己一同封鎖於艦橋，並試圖與阿茲萊爾同歸於盡但因重傷動彈不得，在阿茲萊爾鎖定大天使號並啟動主砲「羅安格林」反被穆·拉·福拉卡捨命檔下之後，娜達爾向瑪琉·雷明斯呼喊開火，最終與主天使號一同被擊墜。
在劇場版FREEDOM中，瑪琉使用巴吉路當年對付她的特殊戰術成功重創Foundation的宇宙艦隊，甚至該戰術也以她為名。
穆·拉·福拉卡（Mu La Flaga）
配音：子安武人（日本）；潘文柏（香港）；熊肇川（台灣）
- 生日：C.E.43年11月29日
- 年齡：28歲／30岁／31岁[10]
- 種族：自然人
- 军衔：大佐
- 介紹：

样貌俊美，地球軍中首屈一指的菁英飛官，先後操作「TS-MA2mod.00 梅比烏斯零式」、「FX-550 空中霸者」與「GAT-X105 攻擊鋼彈」。
隸屬地球聯合軍第七機動艦隊，軍階為上尉。曾在月球的安迪米翁隕石坑駕駛TS-MA2mod.00 梅比烏斯零式擊落五台ZGMF-1017 基恩，而被稱為「安迪米翁之鷹」，是聯合軍屈指可數的能以MA對抗MS的王牌駕駛員，由於天生擁有強大「空間認識能力」，也是軍中少數能單人靈活操作「有線式砲筒」的駕駛員。與扎夫特軍中的王牌拉烏·魯·克魯澤（穆的父親的複製人）是多次在戰場交手的死對頭。名言是：「我果然是化不可能為可能的人。」
在海利歐波里斯事件後，因失去母艦及其它同行MA，而與大天使號同行，並一起脫出。一直也駕駛專用MA──梅比烏斯零式作戰，也成了艦上不可缺少的戰力。
在與第八艦隊會合時，被哈爾·巴頓提督升為少校。而大天使號從中補給了兩台空中霸者，由於梅比烏斯零式僅能在宇宙空間使用，故此後來地球內的戰事亦以空中霸者1號機作戰。
隨著與瑪琉艦長的相處漸漸的變為互相扶持的戀愛關係。大天使號投奔歐普後，轉乘由曙光社修復的攻擊鋼彈作戰，最後在第二次雅金·杜威攻防戰中，在大天使號與主天使號的對決中，為了守護大天使號，穆以攻擊鋼彈擋下主天使號的陽電子砲「羅安格林」而消失於宇宙空間中。
雖然攻擊鋼彈被主天使號擊毀，但本人無事生還，被藍色宇宙救走後治療及洗腦後，重新植入「尼歐·羅安那克」的假身份及記憶，以面具男身份再次加入地球聯合軍，統領獨立部隊「Phantom Pain」（幻痛），成員包括史汀格·歐格雷、奧爾·尼達及史黛菈·路歇。性格開朗，特別受部下史黛菈·路歇所倚賴。
第二季開始的高達強奪作戰時，因為擁有「空間認識能力」，駕駛當時新型MA「TS-MA4F 艾古扎斯」（Exus），並與雷·札·巴雷爾首次產生共鳴（雷與克魯澤同為穆的父親之複製人）。在柏林一役中，轉乘專用GAT-04 威達（Windam），結果被煌·大和所駕駛的自由鋼彈擊落，後拘留在大天使號。煌及大天使號艦長瑪琉·雷明斯認出尼歐為穆·拉·福拉卡，然而由於當事人被植入假記憶，並不認得兩人。
在札夫特對歐普戰役前夕，瑪琉以不想聯合軍成員尼歐被捲入戰事，將尼歐釋放，並讓其駕駛空中霸者離開。其後由於看不慣智慧女神號為由，折返協助大天使號攻擊智慧女神號，中彈後打算在大天使號迫降時，稍微想起以前的事。並要求瑪琉讓自己待在她的身邊戰後則留在大天使號，成為歐普成員。由於卡佳里·尤拉·阿斯哈留在奧布處理政務，託付尼歐駕駛自己的專用機「ORB-01 曉」（Akatsuki），並隨大天使號往月面城市哥白尼。
其後歐普反對由P.L.A.N.T.最高評議會議長吉伯特·杜蘭朵所提倡的「命運計劃」後，札夫特隨即向歐普宣戰，而歐普則以大天使號、永恆號及歐普數艘宇宙艦與札夫特軍對峙，並且在中繼站二號及札多軍機動要塞「彌塞亞」一帶進行激戰，穆為阻擋智慧女神號所發射的「唐懷瑟」陽電子破壞炮，再次因為遇到似曾相識的情景，得以恢復全部記憶，並且運用曉的「不知火」裝備抵禦札夫特軍對大天使號及永恆號之攻擊，協助歐普軍取得勝利。戰後跟瑪琉結婚。
劇場版中，穆跟妻子瑪琉一起加入羅盤，配屬在大天使號中服役，為福拉卡隊的隊長，駕駛「STTS/F-400 川雨改」。在追擊米迦勒的作戰中被Foundation的黑騎士小隊偷襲，不過他成功從偷襲中生還並救下瑪琉。穆在對Foundation的決戰中再次駕駛「ORB-01 曉」，它裝備了「宙斯裝備」並闖進鎮魂曲的炮口上空，用磁軌炮將第一個轉折點擊毀，鎮魂曲發動光束炮擊時，穆以該機體的「八咫鏡裝甲」將光束炮擊全數擋住，然後把「宙斯裝備」交給駕駛「命運鋼彈 規格Ⅱ」的真使用來破壞鎮魂曲。
芙蕾·阿斯達（Flay Allster）
配音：桑島法子（日本）；陳凱婷（香港）；林美秀（台灣）
- 生日：C.E.56年3月15日
- 忌日：C.E.71年9月27日
- 年齡：15歲（KIA）
- 種族：自然人
- 介紹：

為「大西洋聯邦」外務次長喬治·阿斯達的愛女，也是煌的同學。非常厭惡新人類。在札夫特搶奪4機鋼彈導致海利歐波里斯崩壞後後，便和煌等人待在大天使號上。
由於父親在代表第八艦隊前來接應時，其搭乘艦被札夫特擊沉身亡，再加上無意中發現煌因敵人為兒時好友阿斯蘭而疑似未盡全力，間接造成父親之死。在悲痛及仇恨之心下產生利用煌當作消滅所有的札夫特軍的復仇工具，開始親近煌並成功引誘煌與其發生性關係；而煌也因此對她許下「我要好好守護妳」的承諾。
一開始與賽伊有婚約，之後她就片面與賽伊分手。
在與煌親近相處後，逐漸發現煌的溫柔並被其所感動，復仇與利用的想法逐漸被依賴與愛所取代，但本人並不自知也因此陷入迷惘之中。在得知煌在與阿斯蘭互相想殺死對方的決鬥中被神盾鋼彈的零距離自爆波及生死不明後之消息後顯得十分驚愕和悲傷。
之後轉屬到其他單位而離開大天使號，因緣際會下被札夫特高階將領拉拉烏·魯·克魯澤俘虜，之後克魯澤刻意洩漏「反中子干擾器」的情報給她並將她送回主天使號，藉以轉交給希望肅清新人類的藍色宇宙手上。
在三艦同盟的努力下，藍色宇宙的主力主天使號終於被擊沉。在被擊沉前芙蕾與其他船員搭乘逃生艇棄船脫出。
最後結局為她所搭乘的逃生艇被克魯澤擊墜，陣亡。在戰場上懊悔哭泣的煌面前出現芙蕾的幻影，在安慰煌之後芙蕾的身影消失在宇宙中。
米蕾莉亞·哈烏（Miriallia Haw）
配音：豐口惠（日本）；林元春（香港）；林美秀（台灣）
- 生日：C.E.55年2月17日
- 年齡：16歲／18歲／20岁[11]
- 種族：自然人
- 介紹：

煌在海利歐波里斯的同學，因為札夫特攻打海利歐波里斯而逃到大天使號上頭，之後擔任艦上的飛航管制員。
與托爾為男女朋友，但在托爾被擊墜身亡後，情緒一度陷入低潮；之後也有一段時間照顧被俘的札夫特駕駛員迪安卡，也跟他建立起友誼的橋樑。
在第二季成為隸屬於大天使號的特務人員，專門負責拍照進行情報蒐集工作。和迪安卡關係曖昧，在第二季第27集中有提到，似乎把他給甩了。
在劇場版中還繼續在歐普軍服役，跟賽伊一起作為騎兵支援機二號機的機組人員，與駕駛嫣紅攻擊鋼彈的卡佳里一起出動。
賽伊·阿蓋爾（Sai Argyle）
配音：白鳥哲（日本）；蘇強文（香港）；熊肇川（台灣）
- 生日：C.E.54年7月20日
- 年齡：17歲／？／20岁[11]
- 種族：自然人
- 介紹：

煌在海利歐波里斯的同學，之後在大天使號上擔任通訊人員。
原與芙蕾有婚約，但被芙蕾片面中止。后因芙蕾的原因而與煌产生间隙，之後彼此相互和解。最後在看見芙蕾殉難後，心中感到無盡的悲愴，但最終亦克服她陣亡的陰影。 在劇場版中仍在歐普軍服役，與米蕾莉亞一起作為騎兵支援機二號機的機組人員支援卡佳里。
托爾·肯尼西（Tolle Koenig）
配音：井上隆之（日本）；陳卓智（香港）；丘台名（台灣）
- 生日：C.E.55年4月17日
- 年齡：16歲（KIA）
- 種族：自然人
- 介紹：

煌在海利歐波里斯的同學，與煌交情不錯，跟米蕾莉亞為男女朋友。
之後擔任大天使號上的副操舵手。
他自告奮勇操作「FX-550 空中霸者」升空迎戰札夫特鋼彈部隊，遭到阿斯蘭丟出的神盾鋼彈的防彈盾砸中駕駛艙，當場陣亡。
卡瑟·巴斯卡克（Kuzzey Buskirk）
配音：高戶靖廣（日本）；馮錦堂（香港）；詹雅菁（台灣）
- 生日：C.E.55年8月25日
- 年齡：16歲
- 身高：159公分
- 種族：自然人
- 介紹：

煌在海利歐波里斯的同學，在大天使號上頭擔任通訊人員。
一心掛念故鄉歐普，最後在大天使號第二次於歐普迫降後，離艦返回歐普。
阿諾魯德·諾伊曼（Arnold Neumann）
配音：千葉一伸（日本）；馮錦堂→黃啟昌（香港）；于正昇（台灣）
- 生日：C.E.46年6月9日
- 年齡：25歲／27歲／28岁[12]
- 種族：自然人
- 介紹：

大天使號的操作手，原階級為上士，降落地球後晉升少尉。
擁有該作中最頂尖的操舵技術，曾在大氣圈中駕駛大天使號以滾筒式翻轉的方法擊沉在水中的古恩。
嘉奇·外村（Jackie Tonomura）
配音：涉谷茂（日本）
- 生日：C.E.47年7月4日
- 年齡：24歲／26歲
- 種族：自然人
- 介紹：

大天使號的雷達管制員。
羅梅洛·帕爾（Romero Pal）
配音：高戶靖廣（日本）
- 生日：C.E.48年9月17日
- 年齡：23歲
- 種族：自然人
- 介紹：

大天使號的砲擊手，在第二季並未出現。
達利達·洛拉帕·錢德拉二世（Dalida Lolaha Chandra Ⅱ）
配音：鳥海勝美（日本）；林保全（香港）；于正昇（台灣）
- 生日：C.E.47年1月11日
- 年齡：24歲／26歲／28岁[8]
- 種族：自然人
- 介紹：

大天使號的電子戰專家兼機電工程師。
克吉洛·梅鐸（Kojiro Murdoch）
配音：中嶋聰彥（已故）／香港：林保全→張炳強→陳欣→劉昭文→陳永信（日本）
- 生日：C.E.40年9月26日
- 年齡：31歲／33歲
- 種族：自然人
- 介紹：

大天使號的地勤員。
穆達·阿茲萊爾（Muruta Azrael）
配音：檜山修之（日本）；梁志達（香港）；丘台名（台灣）
- 生日：C.E.41年5月8日
- 年齡：30歲（KIA）
- 種族：自然人
- 介紹：

地球軍激進派系「藍色宇宙」的首腦，人稱「死亡商人」；第一季後期在實際上掌控地球軍，成為地球軍實質領導人。
由于少年时代的经历，使其内心变得扭曲、阴险、不择手段。
最後因為主天使號艦長娜達爾·巴吉路忤逆他的命令，雖然舉槍將她擊傷，但也因大天使號被擊沉而戰死。
歐魯卡·薩布那克（Orga Sabnak）
配音：小田井涼平（日本）；林保全→馮錦堂（第二季）（香港）
- 生日：C.E.52年
- 年齡：19歲（KIA）
- 種族：強化人
- 介紹：

為「GAT-X131 瘟神鋼彈」的駕駛員，司职少尉，在强化人小队中扮演领导者的角色，性格较其他队友成熟冷静，曾在战斗时攻击队友，但同时拥有一定的判断力，战况危机时会劝说队友迅速撤退，平时熱愛閱讀；最後被阿斯蘭用「流星」的巨型光束刀從後方斬殺。
库洛特·布埃尔（Crot Buer / Clotho Buer）
配音：優希比呂（日本）；李錦綸（香港）
- 生日：C.E.54年
- 年齡：17歲（KIA）
- 種族：強化人
- 介紹：

為「GAT-X370 侵略鋼彈」的駕駛員，司职少尉，熱愛掌上型遊戲機，性格健谈；在TV版和小说中，因長時間戰鬥導致發生藥物成癮戒斷狀況，加上队友陆续阵亡与機體能源瀕臨臨界，最後被決鬥鋼彈借用暴風鋼彈的超高衝擊長射程狙擊步槍擊中機體陣亡。库洛特是三人中最后一个战死的。战斗中库洛特曾经问过阿斯兰为什么如此拼命的战斗，在受到阿斯兰的反问后，库洛特说出了自己的战斗理由：如果不杀人，就会被杀。在OVA《鳴動的宇宙》中，在與暴風鋼彈的對戰中，被其用超高衝擊長射程狙擊步槍貫穿駕駛艙身亡。库洛特在第二季中被提到他曾在洛多尼亚研究中心受训，位于埃及苏伊士运河的洛多尼亚研究中心是联合军制造强化人的研究设施。
夏尼·安德拉斯（Shani Andras）
配音：宮本駿一（日本）；蘇強文（香港）
- 生日：C.E.53年
- 年齡：18歲（KIA）
- 種族：強化人
- 介紹：

為「GAT-X252 禁斷鋼彈」的駕駛員，司职少尉，性格孤僻，熱愛重金屬與搖滾音樂，夏尼双眼的颜色是不一样的，左边是金色，而右边是紫色，平日只露出右边的眼睛，左脸则被头发覆盖着；最後被伊薩克的決鬥鋼彈以光束軍刀斬去雙臂與防禦盾牌後刺穿駕駛艙身亡。
威廉·萨瑟兰（William Sutherland）
配音：稻葉實（日本）
- 年齡：不明（KIA）
- 種族：自然人
- 介紹：

為地球軍激進派系「藍色宇宙」的一員，也是阿茲萊爾的親信，在地球軍中擔任高階軍官。大天使號進入阿拉斯加後曾負責對瑪琉·雷明斯一行的審查和旁聽。第二次雅金·杜威攻防战，其所搭乘的核攻擊隊的阿伽門農級戰艦被伊扎克·焦耳駕駛的決鬥鋼彈以榴彈砲直擊艦橋而陣亡。
路易·哈爾巴頓（Louis Halberton）
配音：龍田直樹（日本）
- 年齡：不明（KIA）
- 種族：自然人
- 介紹：

地球軍「第八艦隊」的司令，是地球聯合軍“G”計劃(包括地球聯合軍GAT-X系列機動戰士及其宇宙戰艦“大天使號”)的主要支持者，也是“大天使號”艦長瑪琉·拉米亞斯的恩師與上級。在低轨道战役时，搭乘的旗艦「阿伽門農級」的「墨涅拉俄斯」号击沉札夫特劳拉西亚级伽莫夫号后，被引力拉入大气层，与大气层摩擦过热而爆炸，本人阵亡。作為地球聯合軍中富有遠見，且具備豐富實戰經驗的艦隊一線指揮官，哈爾巴頓將軍是較早提出發展新型武器裝備這一理念的軍方人士之一，並在日後的戰爭進程中證明了這一理念的正確性。“智將哈爾巴頓”的外號源自於拉烏·魯·克魯澤的評價，也從反面證明了哈爾巴頓的遠見。
戰鬥中身先士卒，其愛護下屬、作風端正的優良品行也深深地影響了瑪琉·拉米亞斯，可以説，日後的“大天使號”得以成就不沉戰艦這一傳説，也有一份哈爾巴頓將軍的功勞。
哈爾巴頓將軍的親民作風，以及堅定的作戰信念，也讓當時駕駛攻擊鋼彈不久的煌·大和開始堅定起“保護同伴而戰鬥”的思想，也成就了日後的煌。除此以外，他還為煌的同學托爾等人簽發退伍通知書以保護他們(可參照現實中的《日內瓦公約》，公約規定非戰鬥人員不允許參加戰鬥行動，如果被俘不享受日內瓦公約戰俘待遇；作戰方使用平民進行戰鬥行動是違反國際法的行為)，也能看出哈爾巴頓將軍是一位充滿正義感的好軍人。
傑拉德·賈西亞（Gerard Garcia）
配音：寶龜克壽（日本）
- 年齡：不明
- 種族：自然人
- 介紹：

隸屬於地球軍屬國「歐亞聯邦」，為宇宙要塞「阿爾緹蜜斯」的司令官。
在外傳《SEED X ASTRAY》中，要塞在電擊鋼彈突襲下失守。事後仍被任命指揮特殊部隊「X」。
視下屬如棋子，沒有利用價值便予以放棄。
因歐亞聯邦與大西洋聯邦重新交好，被長官認為自己及特務部隊「X」經已沒有價值，自己及特務部隊「X」也分別被貶和解散。
認為卡納得·帕爾斯怠慢處理反中子干擾器一事而造成如此境況，決定捉拿卡納得，並將其處罰。
喬治·阿斯達（George Allster）
配音：關俊彥（日本）
- 年齡：不明（KIA）
- 種族：自然人
- 介紹：

為地球軍屬國「大西洋聯邦」的外務次長，芙蕾的父親；搭乘第八舰队先遣队的尼尔森级蒙哥马利号前去与大天使号汇合，汇合前夕先遣队遭到克鲁泽队。最後他在搭乘太空船逃難時，因蒙哥马利号被纳斯卡级符澤琉斯号击沉而死亡。
霍夫曼（Hoffman）
配音：江川央生（日本）
- 年齡：不明（KIA）
- 種族：自然人
- 介紹：

地球軍「第八艦隊」的副官，為哈爾巴頓的左右手；低轨道战役时，搭乘的旗艦「阿伽門農級」的「墨涅拉俄斯」号击沉札夫特劳拉西亚级伽莫夫号后，被引力拉入大气层，与大气层摩擦过热而爆炸，本人阵亡。
比達路夫（Biddaulph）
配音：大川透（日本）
- 年齡：不明（KIA）
- 種族：自然人
- 介紹：

地球軍宇宙要塞「阿爾緹蜜斯」的軍官，最後因為要塞淪陷而陣亡。
德莱思（Derleth）
配音：菅原淳一（日本）
歐普解放作战中地球联合军旗舰鲍威尔号的舰长。

### 第二季
史黛菈·路歇（Stellar Loussier）
配音：桑島法子（日本）；黎桂芳（香港）；雷碧文（台灣）
- 生日：C.E.57年5月4日
- 年齡：16歲（KIA）
- 種族：強化人
- 介紹：

「ZGMF-X88S 蓋亞鋼彈」與「GFAS-X1 破滅鋼彈」的駕駛員。
有着不食人间烟火般的清纯气质，不战斗时是个性格单纯可爱的女孩。
十分害怕聽到「死」這個字而導致她情緒失控，但是真·飛鳥對她許下了「我會好好保護妳」的承諾，連帶會使情緒穩定下來。
地球聯合軍第81號獨立機動群「幻痛」所屬MS機師，曾接受藥物改造手術的「生物CPU」，擁有與調整者匹敵的戰鬥力。平常性格沉靜，戰鬥時則變得狂暴。
尽管与史汀格和奥尔一起从小被作为战争机器养大，三人之间依然拥有着很深的羁绊和友情。
非常喜欢海，眺望大海时会开心得露出笑容。
第一话初登场时的史黛菈曾引起了刚抵达一号军械库的阿斯兰·萨拉的注意，史黛菈曾与阿斯兰对视了一眼。
第一話時與男主角真·飛鳥在街道相遇，當時史黛菈因玻璃窗映照出自己婀娜的樣子而起舞，所以沒注意到從轉角走出的真，兩人意外的撞上，但後來二人並沒有記得此次相遇。與史汀格、奧爾一同闖入札夫特軍械庫搶奪三架新型MS，並駕駛其中一部機體蓋亞鋼彈，其間多次以地球聯合軍駕駛員的身份駕駛蓋亞鋼彈與札夫特軍戰鬥。
二十一話史黛菈與真再次遇上，當史黛菈在崖邊唱歌跳舞時失足跌入海裡，真把史黛菈從海中救出，然而在真尋問原因時卻誤觸史黛菈的「BLOCK WORD」（ブロックワード）：「死」而使史黛菈失控，混亂間真為了使史黛菈冷靜下來而說出會保護她的話。二人在崖底等待救援時在附近的洞穴中點起柴火，史黛菈將拾到的貝殼分了一半給真，分別前二人立下了會再見面的約定。
二十五話史黛菈獨自駕駛著蓋亞鋼彈被真所擊墜後重傷，被真送到智慧女神的醫務室。然而定期需要特殊藥劑的體質使史黛菈陷入瀕死的邊緣。得知此時的真為了救回史黛菈的性命而決定將史黛菈送回地球軍。尼歐·羅安那克與真約定不再讓史黛菈上戰場。
可是尼歐·羅安那克卻未能遵守承諾，當回到聯合軍復原後不久便成為駕駛破滅鋼彈的生物CPU，隨即被派遣往柏林進行破壞行動並造成極大的傷亡。後來與前來制止的真對峙，真當時並不知駕駛者就是史黛菈；對峙期間因史黛菈與真發現了雙方的存在而暫時中斷了戰鬥，但史黛菈由於駕駛自由鋼彈的煌·大和刺激下而失控，在發出光束砲之前被自由GUNDAM所擊破，最後史黛菈在真的懷中死去，真為了使史黛菈安息而將其遺體沉落湖底。
彌賽亞攻防戰後，進入真·飛鳥被阿斯蘭打敗而陷入迷惘的精神世界，並鼓勵他迎向明天。
在劇場版中，黑騎士小隊對真使用心靈操縱能力時，史黛拉作為真「内心中的黑暗」守護著他，嚇倒入侵真的内心的黑騎士們令他們控制失敗。
史黛菈·路歇在劇中的表現，曾壓倒同劇另一位女角露娜瑪利亞·霍克成為最受歡迎女角。後來即使史黛菈中途戰死，人氣仍然不減，更在2006年日本動畫GP選舉中成為最受歡迎女角第三位。
史汀格·歐格雷（Sting Oakley）
配音：諏訪部順一（日本）；馮錦堂（香港）；梁興昌（台灣）
- 生日：C.E.56年7月26日
- 年齡：17歲（KIA）
- 種族：強化人
- 介紹：

為「ZGMF-X24S 混沌鋼彈」與「GFAS-X1 破滅鋼彈」的駕駛員。
為地球軍特殊部隊「幻痛」一員和第二季的強化人三人組中的領隊，BLOCK WORD（ブロックワード）是「太弱」。在「奪取GUNDAM作戰」中成功搶奪了混沌鋼彈，三人組成員中，個性相對冷靜、更有判斷力，相對史黛菈與奧爾，地位猶如兄長及領袖。理解身為幻痛成員的使命。非常保护史黛菈，和奥尔是好兄弟，经常一起玩纸牌游戏和打篮球。
史汀格在多次战斗中视阿斯兰为宿敌。
曾经和奥尔一同与阿斯兰，真·飞鸟见过一面，但彼此都不知道对方的真实身份。
曾經多次參與包圍智慧女神號的作戰。奧爾陣亡後，被施以「最適化」改造清除他對奧爾的記憶，並對這段空白歷史定性為「夢境」，以平息改造後引發之情緒不穩。
和史黛菈再次见面时已经不记得与史黛菈过往的记忆了，只对躺在病床上的史黛菈冷冷地看了一眼（不知是否对史黛菈还有残存的一丝记忆）。他駕駛混沌鋼彈參與在柏林掩護史黛菈的破滅鋼彈作戰時，被大天使號的三架「MVF-M11C村雨」擊破，但成功逃出駕駛艙而存活下來（生還原因不明）。
之後在「天堂基地」攻防戰時，再施予生物CPU調整，經過不斷洗腦及服藥後，從冷靜沉著變成籍破壞獲得快感的狂暴個性，並駕駛破滅鋼彈一號機參戰，搭乘破滅鋼彈迎戰札夫特部隊，激戰過後被真所駕駛的命運鋼彈以對艦刀「亞隆戴特」貫穿駕駛艙而戰死。在臨死前史汀格貌似見到了史黛菈、奧爾和尼奧等熟悉的影子出現在一道光中，而本能地向他們伸出了手，然後消失在毀滅高達的爆炸中。
奧爾·尼達（Auel Neider）
配音：森田成一（日本）；黃榮璋（香港）；丘台名（台灣）
- 生日：C.E.56年7月15日
- 年齡：17歲（KIA）
- 種族：強化人
- 介紹：

地球軍特殊部隊「幻痛」一員，平時是一個性格開朗的少年，但在戰鬥中卻變得非常殘酷，BLOCK WORD（ブロックワード）是「媽媽」。和史汀格是好兄弟，空闲时经常待在一起玩。奥尔虽然表面上总对史黛菈抱着一些轻视的态度，但内心还是非常呵护史黛菈的。
奥尔在船舰上教训了想对史黛菈毛手毛脚的士兵。
在史黛菈失踪后被改造消除对史黛菈的记忆，但似乎对史黛菈还有一丝记忆（准备作战时在机舱库中感觉除了自己和史汀格外还有一个人也要随着一起作战，但其后还是想不起是谁。）
在「奪取鋼彈作戰」中成功搶奪了深淵鋼彈。之後在克里特島包圍智慧女神號的作戰時，被爆發了SEED的真所駕駛的轟擊型脈衝鋼彈刺中駕駛倉，掉入海中爆炸戰死。另外，值得一提的是漫画中奥尔临死前的一瞬间似乎想起了史黛菈，随着海水灌入驾驶舱里，奥尔想起了那个非常喜爱海的史黛菈，为自己无法保护她而感到懊悔，随后奥尔随着深渊高达沉没海底爆炸，葬身在海底之中。
尼歐·羅安那克（Neo Roanoke / Neo Lorrnoke）
配音：子安武人（日本）；于正昇（台灣）；潘文柏（香港）
- 生日：C.E.43年11月29日
- 年齡：30歲
- 種族：自然人
- 介紹：

原為地球軍菁英部隊「幻痛」的總指揮，戴著一張面具以遮掩傷疤（跟《機動戰士GUNDAM 00》第二季的武士道先生戴上面具的原因相同）。
先後搭乘「艾格薩斯」、「GAT-04 威達」、「FX-550 空中霸者」與「ORB-01 曉」。
在柏林掩護史黛菈的破滅鋼彈作戰時，他所駕駛的威達遭到自由鋼彈擊墜，之後被大天使號艦長瑪琉·雷明斯救起；在瑪琉照顧他的期間，逐漸回復往日的記憶；直到他駕駛「ORB-01 曉」挺身面對智慧女神號的「唐懷瑟」正面砲擊後，才真正回復他原本的身分（穆·拉·福拉卡），之後並與阿斯蘭一起攻陷遭札夫特占領的「鎮魂曲」地面發射台。最後與瑪琉一起在欧普生活。
洛德·吉布列（Lord Djibril）
配音：堀秀行（日本）；翟耀輝（香港）；劉傑（台灣）
- 生日：C.E.42年10月1日
- 年齡：31歲（KIA）
- 種族：自然人
- 介紹：

為地球軍激進派系「藍色宇宙」的領導人，繼承已故首腦穆達·阿茲萊爾的位子；跟阿茲萊爾一樣掌握了地球軍，成為地球軍實際最高領導人，是个战争狂人。
他也統率「藍色宇宙」的核心組織「理法」。
與歐普的政黨聖蘭家族關係十分密切，一度成功從冰島「天堂基地」成功逃亡至歐普，成為札夫特議長杜蘭朵揮軍進攻歐普的藉口。
最後逃到地球軍在月球的據點「第達羅斯」並啟動「鎮魂曲」系統攻擊P.L.A.N.T.；他最後搭乘地球軍戰艦「葛蒂·露」逃亡時，被雷·札·巴雷爾的傳說鋼彈直接攻擊艦橋身亡。
伊恩·李（Ian Lee）
配音：西前忠久（日本）；鄧榮銾（香港）
- 生日：C.E.42年
- 年齡：31岁（KIA）
- 種族：自然人
- 介紹：

地球軍戰艦「葛蒂·露」的艦長。忠于军务，是一位正直的军人。最后在和吉布列一同搭乘「葛蒂·露」号逃往「亞爾薩赫」时被雷使用「龙骑兵」击穿舰桥死亡。
約瑟夫·柯普蘭（Joseph Copeland）
配音：楠大典（日本）
- 年齡：不明（KIA）
- 種族：自然人
- 介紹：

地球軍屬國「大西洋聯邦」的總統，實際上是吉布列的傀儡。
最後逃到地球軍在月球的據點「亞爾薩赫」，遭到被札夫特奪取的「鎮魂曲」系統炸死。
布鲁诺·阿兹莱尔（Bruno Azrael）
- 生日：C.E.19年
- 種族：自然人
- 介紹：

地球軍激进組織理法的成员，与穆達·阿兹萊爾有亲属关系，多次与吉布列联系，后来逃往位于冰島的「天堂基地」，与吉布列和其他理法成员一同观战，最後地球軍战败，吉布列独自一人逃离天堂基地。他与其他理法成员一同被札夫特逮捕。
埃尔文·里特尔（Alwin Ritter）、亚当·维尔米利亚（Adam Vermilyea）、卢克斯·科勒（Lucs Kohler）、格拉汉姆·内利斯（Graham Nelleis）、塞莱斯廷·格罗特（Celestine Groht）、拉里·麦克威廉斯（Lally McWilliams）、邓肯·路易斯·莫克尔伯格（Duncan Luis Mockelberg）
- 生日：不明
- 年齡：不明
- 種族：自然人
- 介紹：地球軍激进組織理法的成员。

### 电影版
福斯特（Foster）
配音：日野由利加（日本）
- 年龄：不明
- 种族：自然人
- 介绍：

《SEED FREEDOM》中大西洋联邦的女性总统，和大西洋联邦其他高層一樣對調整者和布蘭度抱有偏見和敵意。劇情中盤受Foundation陰謀的影響而與布蘭度及COMPASS組織互相猜忌，在卡嘉蓮斡旋失敗後悍然宣佈大西洋联邦退出COMPASS。。

## 自由條約黃道聯盟
自由條約黃道聯盟（Zodiac Alliance of Freedom Treaty, Z.A.F.T.，通稱札夫特）

### 第一季
拉烏·魯·克魯澤（Rau Le Crueset）
配音：關俊彥（日本）；陳欣→雷霆（香港）；熊肇川→于正昇（台灣）
- 生日：不明
- 年齡：28歲（KIA）
- 種族：自然人/複製人
- 介紹：

為第一季的最終反派，亦為第二季命運計劃的背後影響者。自由條約黃道聯盟高階將領，戴著一副白色面具，為人神秘，最終決戰時操作「ZGMF-X13A 天帝鋼彈」。
札夫特精英部隊克魯澤小隊的指揮官，為了隱藏素顏，平常總是戴著面具示人，因而被稱呼為「假面之男」。
故事開端即率領小隊成員阿斯蘭·薩拉等人於中立國歐普的資源衛星殖民地「海利歐波里斯」發動攻擊，最後成功強奪大西洋聯邦開發的G兵器五機中的四機，此後執拗地追擊攻擊鋼彈與新造艦大天使號。
其假面下的真面目為穆·拉·福拉卡之父——亞爾·達·福拉卡的複製人，此事須追溯至C.E.46年，悠連·響博士研究人工子宮不順利，研究資金困難；亞爾便找上響博士表達願提供援助，交換條件是響博士必須為他製作自己的複製人。由於亞爾認為獨生子的穆不足以成為福拉卡家族的繼承人，故希望能複製出最優秀的自己，完成長生不死的夢。儘管複製、創造人類的行為是違法的，響博士最初面露難色，但在亞爾的威脅利誘以及對超級調整者的渴望下，結果仍接受其條件。然而，由於複製技術的不成熟，響博士仍無法解決技術上染色體端粒基因縮短的問題，身體會迅速老化是體細胞複製的宿命。複製人年紀輕輕就得面對提早死亡的恐懼以及自己這張布滿皺紋的老臉，只能長期服用抗老化藥物來延緩，沒有夢想也沒有未來。因此克魯澤認為自己有制裁全人類的權力，即白老鼠的復仇。克魯澤以「拉烏·拉·弗拉加」的名字被帶回福拉卡家，與穆成為兄弟面對面生活一段時間。然而，亞爾對於這個「失敗品」十分失望，克魯澤亦憎恨亞爾拋棄了自己這個誕生於不幸的身體，無法抑制自己的憎惡之心，於某年縱火燒毀福拉卡邸，導致福拉卡夫婦兩人死亡。之後克魯澤便改以「拉烏·魯·克魯澤」之名活著並前往P.L.A.N.T.。
雖然有缺陷，克魯澤仍繼承福拉卡家族遺傳的才能，擁有異於常人的直覺和強大的空間認識能力，較穆更接近亞爾。除了天份，或許還有復仇的執念，克魯澤以優秀的駕駛員資質存活下來，并成为了「黄道同盟」的赤服军官，在札夫特于C.E.65年建军后更是成为白衣指挥官。在这段时期，他遇見了後來就任P.L.A.N.T.最高評議會議長的基因工程學者吉伯特·杜蘭朵，不久兩人便成為好友，古魯謝從其口中得知自己身為複製人的殘酷真相，杜蘭朵則供應克魯澤其特製的抗老化藥物。不過，兩人之所以關係密切，似乎是因為克魯澤是唯一願意傾聽杜蘭朵發表高論的人；儘管兩人理念完全相反，仍時常針對「世界」、「人類」等主題進行對話。同時期，克魯澤將與自己同樣作為亞爾·達·福拉卡複製人的雷·札·巴雷爾接回來保護著。另外，往後的時間點，克魯澤發現可謂是超級調整者煌·大和的原型卡納得·帕爾斯，增加他對煌的敵意。克魯澤很快地就在C.E.70年爆發的血腥情人節戰爭中出陣，且作為毫不遜於調整者的王牌駕駛員嶄露頭角，活躍在前線中。
C.E.70年2月22日的世界樹攻防戰，以MS擊破MA37機、戰艦6艘，如此驚人的戰績被授與相稱的星雲勳章。另外，此時期的克魯澤因為染色體端粒基因過短之故，開始將素顏隱藏在假面裏掩蓋自己的老去。接著同年6月2日，搭乘ZGMF-1017M 基恩高機動型（Ginn Type High-Maneuver）的量產型一號機於格里馬爾迪戰線摧毀地球聯合軍第三艦隊，作為頂尖之槍（Top Gun）勇往直前的活躍被扎夫特領導層注意到。在月面的安提米翁這場戰鬥中，克魯澤與穆·拉·福拉卡所屬的TS-MA2mod.00 梅比烏斯零式（Möbius Zero）部隊交戰，儘管克魯澤大破當時處於技術劣勢的地球軍，然而其中一架零式的駕駛員仍能與克魯澤打至不相上下，那個駕駛員就是穆，那時的克魯澤也是第一次與穆進行感應並進行潛意識對話，然而穆早已忘記克魯澤的存在。隨後克魯澤由於戰功顯赫當上了白衣指揮官，並擁有了自己的克魯澤隊，指揮納斯卡級戰艦威薩留斯號。而零式小隊唯一生還的穆被地球聯合軍表揚，並冠以“安提米翁之鷹”的外號。此後雙方的因緣存在很長一段時間。這份令人驚異的優秀，周圍的札夫特兵士對他的實力和功績抱持強烈嫉妒的人也不少，但沒有人注意到他其實是自然人；此事僅有杜蘭朵與雷知曉。
C.E.71年，為了向創造自己而導致自身悲劇的人類和世界報復，克魯澤利用地球聯合對P.L.A.N.T.的戰爭，追求著升級為全面戰爭乃至於雙方共倒，期望全人類相互屠殺至滅絕為止。為此克魯澤多次努力計劃，保持戰局的均衡，以免形成對單方面有利。1月25日，克魯澤莫視領導層的指令私自率領克魯澤小隊侵略中立的衛星「海利歐波里斯」，奪取地球聯合軍最新型機動兵器「G兵器」五機中的四機；為札夫特取得PS裝甲與光束兵器小型化的技術，並在戰後以此告戒扎夫特的高層，讓他們開始意識地球軍新技術對戰況的威脅，加劇了雙方的矛盾，而「海利歐波里斯」亦在此戰被徹底摧毀。
及後克魯澤和他的古魯謝隊持續追擊大天使號，並在追擊中攻陷了阿爾緹蜜斯要塞和消滅了地球聯合軍第八艦隊，使大天使號緊急迫降在地球上。
克魯澤為了使戰況更為平衡，決定將「Operation Spitbreak」作戰的目標地點是地球聯合軍統合最高司令部的約書亞（JOSH-A）基地一事洩漏給身為敵方的聯合軍，招致5月8日聯合軍得知事件後，故意讓扎夫軍攻入並啟動「獨眼巨人系統」自爆，讓札夫特在地球的部隊在阿拉斯加幾近全數毀滅的事態。接著又秘密地入手札夫特最新銳MS——正義鋼彈（Justice Gundam）與自由鋼彈（Freedom Gundam）搭載的中子干擾調解器的資料，再透過俘虜芙蕾·阿斯達之手將此機密送給藍色宇宙盟主穆達·阿茲萊爾，讓地球聯合軍重拾核攻擊能力，並在接下來9月23日的波亞茲攻略戰，聯合軍得以用核彈迅速攻陷P.L.A.N.T.的宇宙要塞波亞茲，引發P.L.A.N.T.全體的憤慨。接著聯合軍於9月26至27日的第二次雅金·杜威攻防戰再次對P.L.A.N.T.本國發射核彈，如此一來便輕易地引導阿斯蘭·薩拉之父派屈克·薩拉為報復而下令向聯合軍與地球發射伽瑪線雷射兵器「創世」，每一步都是為了報復人類陷入更恐怖的相互憎恨與屠殺的漩渦中。
在第二次雅金·杜威攻防戰的後期，克魯澤親自駕駛同樣搭載中子干擾調解器的天帝鋼彈（Providence Gundam）出擊，首次於實戰操作「龍騎兵系統」即展現壓倒的戰鬥能力擊墜聯合軍絕大多數敵機，並大破穆的攻擊鋼彈和迪安卡·艾斯曼的暴風鋼彈。在與煌·大和的自由鋼彈勢均力敵的對決中，擊毀芙蕾的救生艙，芙蕾之死令煌陷入悔恨和痛苦之中，使其發動SEED能力。最終再次與煌死鬥，儘管最後天帝鋼彈在遠程中重創了自由鋼彈，但座機天帝鋼彈的駕駛艙仍在近戰中被自由鋼彈的光束軍刀刺穿，隨後捲入創世爆炸的風暴中被消滅，克魯澤戰死。
戰後，基於尤尼烏斯條約的安排，地球聯合與P.L.A.N.T.兩陣營召開國際法庭審判每個戰犯。此時克魯澤在仍是嫌疑人死亡的狀況下被認定為P.L.A.N.T.側的戰爭罪人，具體罪狀尚未明瞭。
在SEED愛好者中，擁有不同於一般反派腳色，憎恨世界的思想與邏輯非常鮮明的克魯澤是一個廣受支持者愛戴的角色。克魯澤在許多場景的台詞都深刻的點出了身為一個複製人的孤悲：且被製造者唾棄、受詛咒般的短暫的生命因而對世界憎恨，發人深省的思考面讓基因複製人的話題擁有更多的解讀。在被煌擊破的那一瞬間，克魯澤帶著笑容而逝的畫面究竟该作何解读，同样是爱好者间极具吸引力的话题。
在《SEED DESTINY》特别版中，雷·札·巴雷爾被妲莉雅·古拉迪斯擁抱時，追加了他看到沒有攜帶面具的素顏克魯澤對他溫柔微笑的一幕。這或許可以解讀為透過死亡而解脫的克魯澤對於雷的努力感到欣慰，並期望他也一同獲得安寧。這亦是非常稀有的，擁有白衣克魯澤正面素顏的畫面。
為本作系列的第一位面具男，似乎是向初代鋼彈系列的「紅色彗星」夏亞致敬。
伊薩克·焦耳（Yzak Joule）
配音：關智一（日本）；袁淑珍（TVB）／何偉誠（DVD、第二季）（香港）；（台灣）
- 生日：C.E.54年8月8日
- 年齡：17歲／19歲／20岁[17]
- 種族：調整者
- 军衔：少佐→中佐（电影版）
- 介紹：

母親為P.L.A.N.T.最高評議會12委員之一，隸屬克魯澤隊，一心為了札夫特的榮譽而戰鬥，為迪安卡的摯友；表面上與阿斯蘭的關係並不和睦，經常出言指責阿斯蘭，但內心其實將其當作好朋友，曾多次規勸阿斯蘭返回札夫特並肩作戰。
曾參與GAT-X強奪作戰，為強奪高達的四名駕駛員之一，奪得的機體為「GAT-X102 決鬥鋼彈」，並被任命為該機體的專用駕駛員。之後在第二季坐鎮於「納茲卡級」的「伏爾泰號」與「岡瓦那級」巨型宇宙艦並升格為高階將領。劇場版《SEED FREEDOM》的機體為「ZGMF-1027M 決鬥電擊鋼彈」。
第一季初期因無法擊敗煌·大和且多次受挫於對方，故此視其為主要敵人，矢志要擊敗對方。後來在阿拉斯加防衛戰中，被駕駛自由鋼彈突然從天而降的煌告知，現場地底藏有獨眼巨人系統並且即將被引爆時，本不相信對方，意欲再戰。卻被對方閃電制服，並強行抛離現場，終得保性命。亦是因為此事，後來於響博士的研究所再遇叛變了的迪安卡時，未有將他制服或射殺，而任他離開。更於雅金·杜威攻防戰末段倒戈幫助迪安卡。
第一季和第二季之間，因在雅金·杜威攻防戰中倒戈，本來要受軍法審判，但時任最高評議會議長杜蘭朵出面干預，免除了所有年輕軍人於此次戰事中的刑責，因而可以重返札夫特。
第二季故事出場時已晉升，擁有自己的小隊「焦耳隊」，以及母艦「笛卡兒號」，成員包括昔日好友迪安卡。曾駕駛斬擊型薩克幽靈協助智慧女神號，阻止尤尼烏斯墜落地球。其後亦率軍攻破聯合軍的巨大毀滅系統「鎮魂曲」其中一節組件。
和摯友迪安卡、阿斯蘭一樣，由於是跟著自己的理念來決定行動，因此做為軍人來說忠誠度有點偏低，立場時常轉換。在《SEED DESTINY》的彌賽亞攻防戰中更是以一介白衣指揮官的身分，非常乾脆的和迪安卡一起倒戈幫助身為敵軍的阿斯蘭破壞鎮魂曲，這點常常被評論者拿來批評伊薩克身為指揮官的忠誠嚴重不足。如果不是因為最後勝利的是拉克絲派，以這種罪行足以讓他和迪安卡遭受槍決。
虽然伊扎克有毒舌的缺点，但是实际上他非常关心自己的朋友及部下，正是因为这样，他的「焦耳队」从第二次战争开始到结束没有出现任何的人员伤亡，是唯一一支建制完好的小队。
《SEED DESTINY》的后续广播剧1中提到他在战争后调入参谋本部（仍兼任舰队指挥官），不过由于母亲的催婚和恶搞使他精神崩溃继而搭乘大天使号短暂离开P.L.A.N.T.，但是没过多久还是回去了。
剧场版《SEED FREEDOM》中成为了情报将校，在Foundation煽动P.L.A.N.T.政变时，他和志保还有迪安卡一起把议会成员带上永恒号战舰上避难，并驾驶「ZGMF-1027M决斗迅雷高达」镇压叛军。
迪安卡·艾斯曼（Dearka Elsman）
配音：笹沼堯羅（日本）；陳卓智、雷霆（代配）（香港）；丘台名（台灣）
- 生日：C.E.54年3月29日
- 年齡：17歲／19歲／21岁[18]
- 種族：調整者
- 军衔：上尉
- 所属机关及舰队：克鲁泽队→萨拉队→三舰同盟/终端→焦耳队/札多参谋本部
- 介紹：

伊薩克的摯友。
在《SEED》中作为札夫特軍克魯澤隊所属，為參與GAT-X強奪作戰的四名駕駛員之一，奪得「GAT-X103 暴風鋼彈」並被任命為該機體的駕駛員。。後與大天使號交戰中被擒，囚於大天使號中而認識米蕾莉亞·哈烏。後因米蕾莉亞·哈烏之男友被阿斯蘭·薩拉所殺而差點被米蕾莉亞殺死。後於第一次歐普保衛戰前因大天使號出戰而被釋放，但已喜歡上米蕾莉亞的他決定要保護米蕾莉亞及大天使號而駕駛暴風鋼彈出戰。於第二次雅金·杜威攻防戰中與克魯澤的天帝鋼彈交戰後被其擊敗，暴風鋼彈被毀，其則被最後因友情而倒戈之伊薩克·焦耳救回大天使號。
在《SEED DESTINY》於雅金·杜威攻防戰後迪安卡與米蕾莉亞分手，離開大天使號與伊薩克重回札夫特，加入新成立之焦耳隊，成為伊薩克之副手。由於前次大戰中，在受到大天使號俘虜後成為其成員，因此札夫特軍方在他再次投軍後，將他降職。（因此初期身穿一般士兵的綠色軍服，以及駕駛的薩克戰士未有專用塗裝），直到消滅鎮魂曲任務時，才再次被擢升，所用MS亦改為瞬發型薩克幽靈，並加上專用黑色塗裝。期間曾與因保護卡佳里而重回P.L.A.N.T.的阿斯蘭會面，并一起拜祭戰友尼可，期間曾力勸阿斯蘭重回札夫特，後曾與伊薩克一起參與多場戰役。在P.L.A.N.T.被鎮魂曲攻擊時未能及阻止，因而對鎮魂曲非常痛恨，然而其後卻目睹吉伯特·杜蘭朵使用鎮魂曲攻擊地球聯合軍，因此於彌賽亞攻防戰中，當阿斯蘭與煌來破壞鎮魂曲之第一中轉站時，他和伊薩克一起倒戈協助他們，及後更與伊薩克掩護對彌賽亞進行攻擊之永恆號，使其最終成功擊毀彌賽亞要塞，之后和伊萨克、志保一起调入札多参谋本部任职。劇場版《SEED FREEDOM》的機體為「ZGMF-103HD 閃電暴風鋼彈」。
尼可·阿瑪菲（Nicol Amalfi）
配音：摩味、朴璐美（日本）
- 生日：C.E.56年3月1日
- 年齡：15歲（KIA）
- 種族：調整者
- 介紹：

為參與GAT-X強奪作戰的四名駕駛員之一，奪得「GAT-X207 電擊鋼彈」並被任命為該機體的駕駛員；十分敬重前輩阿斯蘭，但被迪安卡與伊薩克瞧不起。
熱愛演奏鋼琴，並立志參加鋼琴大賽。
在四個人當中屬於溫和派，經常調解衝突的發生，與阿斯蘭的關係較為親密。
最後在煌與阿斯蘭交戰時，尼可的電擊鋼彈突然介入兩人的戰鬥，被煌所操作的攻擊鋼彈手上的對艦刀斬斷機身，陣亡。
尼可死亡后，其驾驶的電擊鋼彈资料被札夫特秘密获取，搭载到了新开发的两台核驱动机动战士「ZGMF-1027M 決鬥電擊鋼彈」（伊扎克机）和「ZGMF-103HD 雷霆暴風鋼彈」（迪安卡机）上面
志保·哈尼夫斯（Shiho Hahnenfuβ）
配音：大本真基子
- 生日：C.E.55年3月30日
- 年龄：16岁／18岁／20岁（剧场版）
- 种族：调整者
- 所属机关及舰队：P.L.A.N.T.定向能源研究所→克鲁泽队→ 焦耳队/终端→P.L.A.N.T.定向能源研究所→焦耳队/终端/ZAFT参谋本部
- 职位：副官（代理）→精英MS指挥官
- 军衔：中尉

- 介绍：

伊扎克的军校同期之一，在《SEED》后期作为红衣精英加入克鲁泽队的女机师，绰号是“凤仙花”（伊扎克根据她的作战方式起的）。志保的母亲和伊扎克的母亲一样都是帕特里克·萨拉主政P.L.A.N.T.时期的评议会成员之一，驾驶的机动战士是「光束武器试验型席古」以及「ZGMF-1000扎古战士」。从军后参加了雅金·杜威战役并立有战功，雅金·杜威战役期间和伊扎克在当时部队驻防的博亚兹要塞内进行过关于战争局势的讨论，这次讨论使得志保彻底改变了自己的想法，从此时起她决定和伊扎克等人一道为和平而战。第一次战争结束后被调往南美洲协助当地的独立运动，后退伍。但是不久后因为札夫特要重整军备而再度从军，并被编入由伊扎克担任指挥官的新舰队— 焦耳队。在这之后跟随伊扎克参加了尤尼乌斯粉碎作战、镇魂曲摧毁作战、弥赛亚攻防战等战役。志保的「光束武器试验型席古」在雅金·杜威攻防战时被击毁所以在回到伊扎克身边后改为驾驶「扎古战士」。弥赛亚攻防战期间和伊扎克、迪安卡等人亲眼目睹了杜兰朵议长使用给P.L.A.N.T.造成巨大损失的轨道炮—镇魂曲攻击丧失抵抗能力的联合军基地的行为，从而在混战当中和迪安卡接收了伊扎克的倒戈指令，跟随伊扎克、迪安卡在战场上带队倒戈帮助阿斯兰等人讨伐杜兰朵议长，战后和伊萨克、迪亚卡一同调入Zaft参谋本部任职。剧场版《Seed Freedom》当中坐镇永恒号支援伊萨克和迪亚卡。
派屈克·薩拉（Patrick Zala）
配音：有本欽隆（日本）；梁志達（香港）
- 年齡：48歲（KIA）
- 種族：調整者
- 介紹：

在C.E.71年裏是46岁，阿斯蘭的父親，原為札夫特國防委員長（國防部長）；P.L.A.N.T.最高评议会十二委员之一及札夫特国防委员长，之後透過選舉登上議長之位。
属于政府中的主戰派。由於妻子在血腥情人節中被殺，因而對發動這埸屠殺的自然人懷有強烈憎恨，並主张清除一切自然人以结束战争（這一點就算是他死前仍然堅持到底）。
由於拉克絲引導煌偷走自由鋼彈一事對內部發動肅清克萊因派勢力的行為，並成功殺死拉克絲之父西蓋爾·克萊因。
雅金·杜威攻防戰中以強大殺傷力武器「創世紀」攻擊地球聯合軍及其月面基地，在向地球開火前，無視射線上的友軍部隊。部下禮·結城對此強烈反對，因此槍傷禮·結城，但在輸入發射指令時被垂死的禮連開三槍擊斃。死前阿斯蘭·薩拉到了創世紀內部並找到他，但是還是在說下遺言（消滅所有的自然人）後吐血而亡。因為仇恨使他對獨生子阿斯蘭十分嚴苛，因不容許他的背叛而向他動粗，日後此事成為獨子阿斯蘭記憶中不可抹滅的片段。
安德烈·渥特菲德（Andrew Waltfeld）
配音：置鮎龍太郎（日本）；張炳強→李錦綸（第二季）（香港）；梁興昌（台灣）
- 生日：C.E.41年7月20日
- 年齡：30歲／32歲／33岁[21]
- 種族：調整者
- 介紹：

人稱「沙漠之虎」，先後操作「TMF/A-802 巴库」、「TMF/A-803 拉寇」、「MVF-M11C 村雨」與「ZGMF-X88S 蓋亞鋼彈」。
一心擁護拉克絲祈求世界和平的理念，並十分看重煌的潛力。
曾因為與煌交戰而導致左眼失明，並失去左手與左腳（之後有裝上義肢）以及和自己一同併肩作戰的愛人；最後坐鎮於「永恆號」上頭並成為拉克絲所信賴的左右手。
札夫特軍駐北非司令官，別名「沙漠之虎」的ACE級機師。有著開朗的性格、以及比一般軍人之上的厚度人品，對藍色宇宙深痛惡絕，毫無寬恕餘地，同時處事冷靜、思想清晰透徹。被愛人愛莎暱稱為「安迪」（アンディ）。
不單作為指揮官，即使身為機師亦有著超一流技術，在札多軍為無人不知的英雄（但安德魯在一般平民間名聲顯赫，據說亦與透過廣告代理在背後推波助瀾、大肆宣傳「沙漠之虎」威名有關）。
安德烈在參軍之前，既是一位廣告心理學家，同時又是共振工學的權威，在札夫特內部亦擁有機械設備工業。從初次在戰場上與煌相遇時，關於人類愛恨與戰爭關係作出獨到提問上可以反映出來。
另一方面，安德烈在衣著上亦口味獨特，愛好圖案古怪的襯衫，戰鬥服更是按照自己喜好特別訂造。飲食方面，最大喜好是混合新口味咖啡。《SEED》當中曾經要求煌試飲，又曾經被部下馬秦以咖啡氣味傳遍軍艦不太恰當為由勸阻。《DESTINY》中又曾經請瑪琉試飲，結果被評價為味道不夠芳香。此外，他亦愛好酸奶調味汁。
至於對同僚上，並不信任克魯澤，認為「不讓別人看到眼睛的人不能信用」，又評價前來增援的伊薩克及迪安卡缺乏沙漠作戰經驗，質疑兩人的作戰能力。
札夫特軍和地球聯合軍開戰後，他於北非戰役中的奇謀并率领巴库部队在阿拉曼消灭地球联合军的坦克部队為札夫特軍成功壓制北非重要關鍵，且其专用的巴库外形酷似剑齿虎，他亦因而被稱為「沙漠之虎」。大天使號在宇宙降下時因意外而降落至其勢力範圍。安德烈便派遣巴库攻擊大天使號。在旁觀察的他發現煌·大和的強大力量。在卡佳里和煌到鎮上補給時，安德魯和二人見面並「邀請」他們到府上一敘。席中，安德烈詢問煌怎樣結束戰爭，是否一定要把敵人殺盡才能結束戰爭，給予煌極大的震撼。他亦稱呼煌為「Berserker」（狂戰士之意）。而他最後亦送走煌及卡嘉蓮二人，並謂「戰場上再見」。
後來安德烈發動全軍攻擊大天使號，並駕駛TMF/A-803 拉寇（LaGOWE）出擊，在與攻擊鋼彈激烈的戰鬥後，最終被發動SEED的煌擊破，安德烈雖大難不死，但失去左手、左眼、和左腿，而戀人愛莎在此役中死亡。漫畫《X ASTRAY》中，則交代羅·裘爾將重傷的安德魯送返宇宙，並為其製作義肢。同時亦從他手中，獲得勇士鋼彈（Dreadnought Gundam）的龍騎兵系統設計圖，其後於「天之御柱」中將它完成。
雖然已成為殘廢，但作為大難不死的英雄，安德烈仍得派屈克·薩拉的重用，並委任為永恆號的艦長。但安德烈此時認為札夫特軍的戰鬥意義，自己並不贊成這思想。后在副官馬秦·達哥斯塔的引荐下加入克萊因派，與拉克絲·克萊因駕駛永恆號離開P.L.A.N.T.，並與大天使號、草薙號合流。至最終決戰時，安德烈以永恆號的艦長身份投入戰鬥。
第二次雅金·杜威攻防戰後，定居歐普。一邊留意著時刻變化著的世界狀況，一邊過著深深地喜愛咖啡的隱遁日子，感情上似乎对玛露产生了爱慕之意，於札夫特軍特殊部隊暗殺拉克絲事件後，令「沙漠之虎」復活。義手義腿並沒有什麼特別，不過左手裡面準備著槍。
劇場版FREEDOM中安德烈也有短暫登場，在Foundation挑起P.L.A.N.T.政變時，他在P.L.A.N.T.内部指揮扎夫特軍鎮壓叛變份子。
前期曾駕駛黃色的村雨出擊（根據HG模型說明書所示，村雨主色實為黃色，而非一般人所指的金色。 （页面存档备份，存于））
安德烈和拉克絲一起秘密回到宇宙後，除了如同上一次大戰一樣負責永恆號的指揮，亦曾駕駛以VPS裝甲改變顏色而成的專用蓋亞鋼彈。自稱操控MS的技術雖遠不如煌·大和（由於安德魯精於地面戰，相對於此，在空戰與宇宙戰環境，發揮便有所局限），必要時仍會駕駛專用的鋼彈出戰。于Final Plus片尾中的安德烈正在望着窗外的夕阳独自冲泡着咖啡。
角色性格、出場時的戰場、戰法、祖國的政治環境、以至稱號「沙漠之虎」，藍本均來自二次大戰德軍名將隆美爾別號「沙漠之狐」、同期日軍將領「馬來之虎」山下奉文、以及「非洲之星」漢斯-約阿希·馬西里。
艾夏（Aisha）
配音：徐若瑄、平野文（日本）；鄭麗麗（香港）
- 年齡：不明（KIA）
- 種族：調整者
- 介紹：

安德列·渥特菲德的戀人，曾與他一同搭乘「TMF/A-803 拉寇」並肩作戰，最後機體被煌擊毀，陣亡。
米蓋爾·艾曼（Miguel Aiman）
配音：西川貴教（日本）；馮錦堂（香港）；熊肇川（台灣）
- 年齡：不明（KIA）
- 種族：調整者
- 介紹：

別稱「黃昏的魔彈」，由於橙黃色塗裝的專用基恩與傭兵叢雲劾交戰中受損，不得已操作量產型的基恩並加入攻陷海利歐波里斯的作戰，最後被攻擊鋼彈擊墜身亡。
「黃昏的魔彈」，是來自聲優西川貴教2000年單曲《魔彈》。
馬秦·達哥斯塔（Martin DaCosta）
配音：笹沼堯羅（日本）；梁志達→鄺樹培→林保全→陳卓智→黃榮璋（香港）
- 年齡：30岁（电影版）[21]
- 種族：調整者
- 介紹

安德烈·渥特菲德的副官。在安德烈·渥特菲德败给煌后将安德烈从座机拉寇中救出，后将安德烈·渥特菲德引进克莱因派。
西蓋爾·克萊因（Siegel Clyne）
配音：秋元羊介（日本）
- 年齡：49歲（KIA）
- 種族：調整者
- 介紹：

在C.E.71年中47歲，女主角拉克絲·克萊因的父親。P.L.A.N.T.最高評議會議長及十二委員之一，札夫特議長，並且為P.L.A.N.T.的獨立開國功臣之一，主張以和平手段解決與地球軍之間的爭端，有很強的民意基礎，反對強硬政策。
其後其女拉克絲盜取自由GUNDAM被監視系統察覺，被新任議長派屈克·薩拉以叛國罪指控，在追捕下被亂槍射殺。
後來P.L.A.N.T.多位政客，包括其女拉克絲·克萊因及吉伯特·杜蘭朵皆自稱為克萊因派以爭取人望。
愛沙莉亞·焦耳（Ezalia Joule）
配音：三石琴乃（日本）
- 年齡：不明
- 種族：調整者
- 介紹：

伊薩克之母，亦為札夫特最高評議會代表，一向擁護派屈克的立場。在C.E.75年，由于P.L.A.N.T.内部发生武装政变，最终在伊扎克等人的护送下前往永恒号避难。
泰德·艾斯曼（Ted Elsman）
配音：中嶋聰彥（日本）
- 年齡：不明
- 種族：調整者
- 介紹

迪安卡之父，亦為札夫特最高評議會代表，專長為醫學與生物工程學。
尤里·阿瑪菲（Yuri Amalfi）
配音：千葉一伸（日本）
- 年齡：不明
- 種族：調整者
- 介紹：

尼可的父親，亦為札夫特最高評議會代表，自從兒子陣亡後就倒向派屈克。
赫爾曼·古德（Herman Gould，配音：川津泰彥（日本））、奧森·懷特（Olson White，配音：田中一成（日本））
- 年齡：不明
- 種族：調整者
- 介紹：

札夫特最高評議會代表。
艾琳·卡納巴（Elieen Canaver）
配音：進藤尚美（日本）；周文瑛（香港）
- 年齡：不明
- 種族：調整者
- 介紹：

札夫特最高評議會代表，在派屈克遇刺身亡後，發動政變逮捕派屈克的黨羽，並與地球軍簽訂和平協定《尤尼烏斯條約》。
P.L.A.N.T.最高評議會議員。在眾議員之中為最年輕的一位。她是主和派之一，亦是西蓋爾·克莱因最信任的人。在自由鋼彈搶奪事件後，被派屈克·薩拉認為是拉克絲·克萊因的叛國行為，故將艾琳等一眾克萊因派的議員拘捕。直到最終決戰時被克萊因派的札夫特士兵救出，並到P.L.A.N.T.指揮中心控制大局。阻止創世紀發射後更發表停戰宣言，成功結束戰爭。被推舉為臨時議長。CE72年與地球聯合簽定條約後，把議長之位交託給當選為新任議長的基巴杜·戴蘭達。
塞爾曼（Zelman）
配音：菅原淳一（日本）
- 年齡：不明（KIA）
- 種族：調整者
- 介紹：

克魯澤的部屬，為「勞亞級」戰艦「伽莫夫號」的艦長，最後與地球軍「第八艦隊」旗艦「阿伽門農級」的「墨涅拉俄斯」相互砲擊，同歸於盡。
菲特列·阿迪斯（Frederic Ades）
配音：川津泰彥（日本）
- 年齡：不明（KIA）
- 種族：調整者
- 介紹：

克魯澤的部屬，格里马尔迪战线时担任劳拉西亚级马尔皮吉号的副舰长，战役结束后升为「納斯卡級」戰艦「符澤琉斯」号的艦長；最後被草薙号和永恆號擊墜身亡。
馬可·摩拉西姆（Marco Morassim）
配音：竹村拓（日本）
- 年齡：不明（KIA）
- 種族：調整者
- 介紹：

札夫特海軍高階軍官，曾参加卡奔塔利亚压制作战，在珊瑚海击退地球联合军的太平洋舰队。亲驾迪因并带领迪因和古恩部隊在亚丁湾拦截大天使號，战败。随后在印度洋的交战中他所操纵的MS「佐諾」被煌摧毀，陣亡。
禮·結城（Ray Yuki）
配音：三戶耕三（日本）
- 年齡：不明（KIA）
- 種族：調整者
- 介紹：

札夫特高階軍官，特务部队FAITH的队长，亦為派屈克的部屬，阿斯兰等人就读军校时的教官；PHASE-35末尾向阿斯兰告知Spit Break作战的失利和自由鋼彈的失窃。终战时他為了阻止派屈克以「創世紀」毀滅地球，與派屈克舉槍相向，最後同歸於盡。
拉斯提·麦肯錫（Rusty Mackenzie）
配音：笹沼堯羅、私市淳（日本）
- 生日：C.E.54年
- 年齡：17歲（KIA）
- 種族：調整者
- 介紹：

与阿斯兰等人同届的军校毕业生，克鲁泽队初始的五位红衣队员之一。与另外四位红衣的父母是评议会议员一样，拉斯提的父亲杰里米·麦克斯韦（ジェレミー・マクスウェル）也是评议会议员，但父母离异后随母姓。原計劃奪取「GAT-X105 攻擊鋼彈」，在执行鋼彈抢夺的枪战中被地球联合军的哈马纳（ハマナ）击中头部阵亡（漫画中是被玛露·拉米亚斯射杀）。

### 第二季
真·飛鳥（Shinn Asuka）
配音：鈴村健一（日本）；李致林（TVB）／李家傑（DVD）（香港）；劉傑（台灣）
- 生日：C.E.57年9月1日
- 年齡：16歲／17岁[26]
- 種族：調整者
- 军衔：中尉
- 介紹：

第二季关键角色之一，為「ZGMF-X56S 脈衝鋼彈」、「ZGMF-X42S 命運鋼彈」的駕駛員。劇場版中駕駛「STTS-808不朽正義鋼彈」和「ZGMF/A-42S2命運鋼彈 規格Ⅱ」。
第一季地球軍首腦穆達·阿茲萊爾揮軍攻打歐普時，遭遇到父母與妹妹被交战区的流弹炸死的不幸事件，之後成為札夫特軍人。
认为家人的死是因為歐普首長烏茲米只顧堅持理念而罔顧人民安危的結果，這也導致了他對歐普阿斯哈后裔卡嘉莉懷有強烈敵意，甚至也認為炸死家人的流彈是從自由高達打出來，再加上煌·大和殺死了史黛菈的仇恨，所以他發誓要親手將自由高達擊毀，最後在《DESTINY》第35話中成功，獲得杜蘭朵議長賜予FAITH部隊隊籍及駕駛命運高達的資格，也得到了「自由殺手」的名號。
由於自身的悲痛的過去，因此真·飛鳥堅信杜蘭朵議長的「命運計劃」能為人類帶來永遠的和平，決定協助議長實現這個計劃，但最後真的命運高達被阿斯蘭·萨拉的無限正義高達重創而失去戰鬥力，看著彌賽亞的陷落和命運計劃的破產。弥赛亚陷落后和露娜一同被阿斯兰所救并带回大天使号。
在最後，真·飛鳥和露娜瑪莉亞·霍克前往歐普的慰靈碑祭祀真的家人時，遇上煌·大和與拉克絲·克萊因，經過一番談話後，真決定把過去放下並與煌和解。
劇場版中加入了拉克絲·克萊因成立的維和組織羅盤，配屬大和隊與煌·大和并肩作戰，但因為煌總是不想同伴受傷而自己強出頭，令真感覺自己不被煌信任而苦惱著。在對Foundation的決戰中駕駛命運鋼彈的升級版「命運鋼彈 規格Ⅱ」，也得到了煌托付保護千年號的重任而重拾自信，最後成功殲滅黑騎士小隊然後毀滅鎮魂曲。
《SEED》Remaster版本追加真出場的鏡頭（於奧布逃難與就讀軍校的畫面）。
露娜瑪莉亞·霍克（Lunamaria Hawke）
配音：坂本真綾（日本）；張頌欣（TVB）／劉惠雲（DVD）（香港）；林美秀（台灣）
- 生日：C.E.56年7月26日
- 年齡：17歲／18岁[27]
- 種族：調整者
- 級別：紅衣精英、中尉
- 所屬小隊：小隊（原阿斯蘭隊）→ 基拉隊
- 介紹：

真·飛鳥的得力戰友之一，駕駛「ZGMF-1000/A1 砲擊型薩克戰士」、「ZGMF-X56S 脈衝鋼彈」。劇場版中駕駛「ZGMF-2025/F 傑爾古格猛士」和「ZGMF-56E2 脈衝鋼彈 規格Ⅱ」。
札夫特軍新型艦智慧女神號（Minerva）的乘員，個性活潑大方，與真·飛鳥以及雷·札·巴雷爾同期的紅衣（Elite pilot）。其妹美玲·霍克是智慧女神號的MS通信管制員。暱稱「露娜」。和其他不同的是頭上有呆毛。
駕駛紅色的薩克戰士（Zaku Warrior），在智慧女神號曾參戰的大小戰役中相當活躍。在真·飛鳥改乘命運鋼彈之後成為脈衝鋼彈的駕駛員。
仰慕身為前次大戰英雄的阿斯蘭·薩拉，而視假扮拉克絲·克萊因的蜜雅·坎貝爾為情敵，加上美玲三個人，讓回到札夫特的阿斯蘭飽受女難之苦。
在一次跟蹤阿斯蘭的行動中，得知蜜雅是冒牌貨的事實，因為不能說出去而苦惱。
對P.L.A.N.T.議長吉伯特·杜蘭朵的作為抱著懷疑的阿斯蘭，駕駛著ZGMF-2000 古夫烈焰型（Gouf Ignited）和美玲一同逃走而遭到真和雷的攻擊，之後被擊墜。得知此事的露娜，因為同時失去妹妹和仰慕之人（其實兩人都沒事）而大受打擊，認為是「理法」造成的這一切。於是一邊傾力替札夫特討伐理法，一邊向真尋求心靈上的支持。
弥赛亚攻防战之前曾试图将阿斯兰叛逃事件的真相告诉真，但是由于雷的出现而不了了之，以至于最后出现脈衝鋼彈和命運鋼彈相继被击落的后果。
最後的決戰中，露娜介入阿斯蘭與真的決鬥。在即將被極度混亂、狂怒的真擊墜之前，被發動SEED的阿斯蘭以毫釐之差所救。和真兩人在被擊落的命運鋼彈和脈衝鋼彈旁邊看著要塞彌賽亞壞滅。弥赛亚彻底陷落后和真·飞鸟一同被阿斯兰救回大天使号。
戰後，與阿斯蘭和妹妹美鈴和解。
曾一度仰慕阿斯蘭，战后与真成为恋人关系，而這段關係露娜在劇場版的尾段中在對艾格妮絲的戰鬥對話中承認了。
雷·札·巴雷爾（Rey Za Burrel）
配音：關俊彥／桑岛法子（幼年）（日本）；李錦綸（TVB）／蔡忠衛（DVD）（香港）；（台灣）
- 生日：不詳
- 年齡：不詳（KIA）
- 種族：複製人
- 介紹：

真的得力戰友之一，駕駛「ZGMF-1001 薩克幽靈」及「ZGMF-X666S 傳說鋼彈」。
札夫特軍其中一名紅衣精英，與真·飛鳥、露娜瑪利亞隸屬札夫特軍最新戰艦智慧女神號，為人冷靜且不苟言笑。將札夫特議長吉伯特·杜蘭朵視如父親，為杜蘭朵的養子。
在軍械庫一號事件中，雷駕駛薩克幽靈與真·飛鳥共同追擊地球軍特殊部隊「幻痛」成員所奪去的三部鋼彈，分別為：ZGMF-X24S 混沌鋼彈（Chaos Gundam）、ZGMF-X31S 深淵鋼彈（Abyss Gundam）、ZGMF-X88S 蓋亞鋼彈（Gaia Gundam），最終失敗而回。及後亦協助札夫特軍阻截尤尼烏斯7號（Junius 7）以防其墜落地球，但因地球軍特殊部隊「幻痛」成員介入而失敗。雷隨札夫特軍與地球聯合軍及歐普軍對戰，其後在克里特島戰役和露娜分別被歐普軍村雨及煌·大和所駕駛的自由鋼彈所擊潰。往後札夫特軍戰役如柏林及「獵殺天使」（Angel Down）等雷均不能親自上陣。
其後阿斯蘭脫離札夫特軍，與美玲·霍克坐古夫烈焰型逃走，雷駕駛ZGMF-X666S 傳說鋼彈（Legend Gundam）（原為議長吉伯特·杜蘭朵賦予阿斯蘭駕駛）與真·飛鳥共同追擊阿斯蘭，最終成功將其擊落，而傳說鋼彈亦改由雷所駕駛。及後在天堂基地（Heaven Base）一役中，雷協助札夫特軍成功將地球聯合軍擊退，戰後他及真·飛鳥被杜蘭朵議長選為FAITH。
理法首領洛德·吉布列在地球聯合軍月面基地發射「鎮魂曲」擊毀P.L.A.N.T.幾座城市後，札夫特軍隨即派智慧女神號攻擊地球聯合軍基地，雷更成功殺死欲再次逃走的吉布列。
杜蘭朵議長在擊潰理法後向全球提倡「命運計劃」，但遭到歐普聯合首長國反對，杜蘭朵遂向其宣戰。在札夫特軍機動要塞彌塞亞附近一戰中，雷與攻擊自由鋼彈的駕駛者煌·大和進行對決．雷在戰鬥中遭到煌言語動搖而露出一絲破綻被煌的「攻擊自由鋼彈」擊倒，傳說鋼彈被重創，雷則逃到札夫特宇宙要塞「彌賽亞」中。彌賽亞遭到煌入侵。最後因為希望可以有煌所說的明天而殺了他最敬愛的杜蘭朵，與杜蘭朵、妲莉雅如同一家人般死在嚴重崩毀的「彌賽亞」內部。
其實雷·札·巴雷爾與拉烏·魯·克魯澤一樣均是由亞爾·達·福拉卡（穆·拉·福拉卡父親）的基因所複製出來，但被制造出来后，雷一直被冷冻封存，只在同一批生产的克隆人中选出了克鲁泽进行试验性培养。在《DESTINY》第3話中，雷與尼奧（穆）能互相感應對方存在，正如《SEED》中克魯澤與穆能互相感應一樣。複製人的染色體過短，衰老速度比正常人還要快；故此雷在《DESTINY》48話中向真講述自己的背景由來，並表明自己時日無多。
美鈴·霍克（Meyrin Hawke）
配音：折笠富美子（日本）；何璐怡（香港）；詹雅菁→林美秀（台灣）
- 生日：C.E.57年6月12日
- 年齡：16歲／17岁[28]
- 種族：調整者
- 军衔：少尉
- 居住地：P.L.A.N.T.
- 介紹：

札夫特軍新型戰艦——智慧女神號的乘員之一，負責艦內的通信管制，是一個溫柔可愛的女孩子，是露娜瑪莉亞·霍克的妹妹。
在第37話中，更被指有高度電腦技術（如第36話中像駭客一樣在自己房間電腦干擾直布羅陀基地的保安系統，亦同時盜取了有關命運鋼彈和傳說鋼彈的資料），連吉伯特·杜蘭朵也不禁讚歎。在阿斯蘭被追擊的時候，和阿斯蘭一同搭乘ZGMF-2000 古夫烈焰型（Gouf Ignited）逃亡的時候，被真駕駛的命運鋼彈擊墜於大海中。兩人被奇薩卡救出，之後與阿斯蘭、大天使號共同行動。在大天使號飛往宇宙與永恆號會合時，擔任永恆號的通訊管制員。
广播剧4当中带露娜去佐级以上军官才能去的酒店参加女生会。结尾跟随基拉、真、露娜等人搭乘永恒号返回P.L.A.N.T.。
劇場版FREEDOM裏已經加入了終端機組織，跟隨阿斯蘭調查Foundation，同時作為魔蟹的騎兵支援機的駕駛員，活躍於拉克絲拯救行動。
吉伯特·杜蘭朵（Gilbert Durandal）
配音：池田秀一（日本）；招世亮（香港）；梁興昌（台灣）
- 生日：C.E.41年11月19日
- 年齡：32歲（KIA）
- 種族：調整者
- 介紹：

P.L.A.N.T.中繼艾琳·卡納巴之後的最高評議會議長。
身為基因解析專家，與拉烏·魯·克魯澤是好友，雷·札·巴雷爾是其養子。智慧女神號艦長妲莉雅·古拉迪斯是他的前女友，因兩人基因不合而不適合生小孩，迫於P.L.A.N.T.的規定而無法結婚，為了成全妲莉雅想要有小孩的心願主動退出這段感情。
故事初期因為前次大戰受到重創的P.L.A.N.T.在克萊因派的帶領下迅速重建，杜蘭朵以克萊因派成員的身分被推舉為P.L.A.N.T.議長，實際上暗中擁有私人的政治勢力，以懷柔政策收容了無家可歸的歐普調整者，在前次大戰無法平息下來的政局，也在杜蘭朵利用克萊因派的控制下平定，政治手段相當高明。看破了真·飛鳥的高度潛能而下命其為脈衝鋼彈正式駕駛員。CE73年，混沌、深淵、蓋亞三機的資料遭洩漏至地球联合军，引來幻痛部隊的奪取行動，即為一號軍械库事件。杜蘭朵事先邀請歐普代表于该卫星会谈，因此在该事件中与卡佳里·尤拉·阿斯哈及阿斯蘭·薩拉同乘密涅瓦号。在尤尼烏斯七號墜落事件雖然採取行動阻止悲劇，因此獲得到阿斯蘭的信賴，卻讓地球無可避免遭受過大的災害。
在地球联合再次同P.L.A.N.T.开战后，對外宣稱採取防守策略，在扎夫特的降下作战中令原欧亚联邦所屬的歐洲地区自联邦中脱离，同時隱瞞關於破滅鋼彈以及鎮魂曲的情報。柏林战役中，自由鋼彈阻止破滅鋼彈，札夫特部隊得以保全。事後据称自由鋼彈的戰鬥影像遭到消除，此举招致了阿斯兰的不满。
因為煌·大和一行人可能阻礙杜蘭朵未來的計畫，議長下令進行「Angel Down」計畫，派智慧女神部隊前去討伐被大量札夫特部隊圍攻後的自由鋼彈和大天使號，此行為被阿斯蘭·薩拉質疑。
為了犒賞真·飛鳥的功績，議長將最新銳機體命運鋼彈配給該駕駛，同時也配發了傳說鋼彈給阿斯蘭·薩拉，但後者對杜蘭朵的行為產生質疑。對阿斯蘭·薩拉，杜蘭朵不但給他最高的職位，也給予最新銳的戰機。但在听取了雷·扎·巴雷尔的报告后，转而认为阿斯蘭不可信而下令将之捉拿。但此举使隶属于月面舰队的伊扎克·玖尔等人对他心怀不满，为其日后倒戈埋下了伏笔。
故事後期，杜蘭朵議長決定討伐戰爭的根源理法（LOGOS），並以此為藉口引發了歐普攻略戰。杜蘭朵在歐普攻略戰開始前不斷聲明只要交出該戰犯即可免於一戰，但聖蘭家當政的歐普卻直接否認窩藏吉布列，杜蘭朵在最後通牒結束便開始攻擊歐普。
戰況對歐普極為不利，尤納·洛瑪與吉布列打算潛逃宇宙，但在歐普軍潰敗時，大天使號一行人即時支援歐普，並推翻聖蘭家的統治。古拉迪斯舰长下令追擊已升空逃亡的吉布列，但仍讓洛德吉布列再次成功逃逸到月球，情勢演變至此已無法確實獲得吉布列身在歐普的證據，杜蘭朵同時解決吉布列與歐普的一石二鳥之計失敗，為了規避質疑而推出蜜雅·坎貝爾成為拉克絲進行輿論戰，卻遭到真的拉克絲出面澄清而陷入更不利境地。吉布列到達月球後啓動鎮魂曲擊落三座殖民地，而鎮魂曲得以完成卻是依賴杜蘭朵長期隱瞞其情報所致。杜蘭朵再次出兵攻擊吉布列，成功後以鎮魂曲與彌賽亞為後盾，杜蘭朵向世界宣佈進行命運計畫，并将真·飞鸟与雷·扎·巴雷尔自密涅瓦调往弥赛亚要塞。
但此計畫卻遭到歐普、大西洋聯邦、斯堪地納維亞聯邦的反對，杜蘭朵無預警以鎮魂曲摧毀月面基地亞爾薩赫，甚至造成大西洋聯邦總統死亡，因此造成歐普、大西洋聯邦、斯堪地納維亞聯邦等國攻擊鎮魂曲，杜蘭朵也率領所有部隊前往月球，雙方在月球交戰，最後鎮魂曲與彌賽亞遭到破壞，命運計畫化為泡影，而杜蘭朵也被其養子雷击毙，死前坦然接受雷的想法，與其一起在彌賽亞中消散。
命運計劃是杜蘭朵對世界的理想。他認為世人對世界的不滿，皆由在世上找不到適合自己的位置而來。基於對基因所擁有的知識，他倡導經過基因解析後安排職業的命運計畫。之前他由基因解析得知真·飛鳥擁有非凡力量（SEED），於是讓他去駕駛札夫特的最新銳機。但他並沒有考慮命運計畫中能力不足以處在低位的曾遍自然人處境，這點於實行命運計畫的基金國中存在的貧民窟和極大的貧富差距就能發現利弊。
劇場版《SEED FREEDOM》也揭示了他曾和基拉的生父響博士、拉克絲的母親、基金國女王(前國王養女)奧拉為同一間基因研究所的同事及各自研究領域的權威專家，因此清楚知曉基拉和卡佳里、拉克絲、克魯澤的身世，並参与奧拉创造協調者ACCORD的计划，以便將來領導命運計畫，被協調者們(除了拉克絲)視為父親般的存在。雖然和奧拉同為命運計畫的執行者，但他認為以拉克絲的能力站在他們的對立面太可怕，寧願使用替身蜜雅也不願和拉克絲合作，並決心除之以後快。
妲莉雅·古拉迪斯（Talia Gladys）
配音：小山茉美（日本）；朱妙蘭→黃玉娟→曾佩儀（香港）；雷碧文（台灣）
- 生日：C.E.44年4月8日
- 年齡：29歲（KIA）
- 種族：調整者
- 介紹：

智慧女神號艦長，曾與杜蘭朵有一段戀情，最後由於基因配對結果，證明兩人無法生育致令無疾而終；兩人分手後與某男性結婚，並有一子威廉。然而私下與杜蘭朵仍然藕斷絲連。广播剧《選んじゃった未来》中亚瑟提到泰莉亚的丈夫和双亲都已去世，兒子威廉獨留在P.L.A.N.T.生活，母子關係因妲莉雅長期在軍隊工作而疏離。
很照顧智慧女神號成員，對真等人也是嚴柔並施，也積極的培育亞瑟能成為獨當一面的艦長。
最後智慧女神號全毀，她逃到宇宙要塞「彌賽亞」；之後「彌賽亞」開始嚴重崩毀，与杜兰朵、雷一同身亡。下屬亞瑟後來主動成為其子威廉的監護人。
聲優小山茉美，曾於機動戰士鋼彈中聲演。基西莉亞最後被一心向薩比家復仇的射殺。飾演夏亞的聲優池田秀一，本作中演出杜蘭朵。
蜜雅·坎貝爾（Meer Campbell）
配音：田中理惠（日本）；鄭麗麗（香港）；詹雅菁→林美秀（台灣）
- 生日：C.E.56年7月2日
- 年齡：17歲（KIA）
- 種族：調整者
- 介紹：

是拉克絲·克萊因的超級歌迷，聲音和拉克絲非常相似，因此被杜蘭朵議長看中，本來想透過假扮拉克絲宣傳和平，但不知不覺成為杜蘭朵議長的宣傳工具。
吉伯特·杜蘭朵與蜜雅接觸，雇佣她去冒充拉克絲，從而提高他在政治上的地位。尤尼烏斯7墜落地球的意外發生後，蜜雅開始安撫P.L.A.N.T.上的人民。當她接受了這份工作後，蜜雅做了整形手術，面容看來跟拉克絲一模一樣。蜜雅本來一點也不像拉克絲，她临死前交給拉克絲的照片显示，她的头发是灰色的，脸上有雀斑，并且乳房更为丰满。并且，儘管很多歌迷也相信她是拉克絲，整形手術之后的首演中就有观众惊讶拉克絲的曲风大为改变。
蜜雅被訓練成與拉克絲一樣的動作，不過，蜜雅更把拉克絲當成名歌星：唱一些輕快的歌曲、多一點跳舞、穿上性感的衣著等等。
意識到拉克絲有比他更大的政治影響力，吉伯特利用蜜雅當成他的政治傀儡，使他的政策獲得支持。當自己被受到尊敬時，蜜雅被說服扮演拉克絲，每一個人都會很愛她，又可以幫助推持和平。當大部分人也說不出蜜雅的和拉克絲的差異時，阿斯蘭·薩拉、煌·大和、其他在歐普的主要角色，都知道她並不是真正的拉克絲，因為拉克絲已經跟大部分歐普總部的高級成員住在大天使號上。吉伯特·杜蘭朵向阿斯蘭承認蜜雅是一個冒充者。
雖然拉克絲最初十分天真，但相比之下，蜜雅的個性更加活潑和愚笨；她有點開朗和天真，特別在阿斯蘭面前。然而，當知道阿斯蘭被陷害成一個背叛者時，她反應迅速地向阿斯蘭作出警告。
無論如何，扮演拉克絲的角色或許能夠變成拉克絲、但也使她的精神陷入混亂。當她第一次遇到阿斯蘭的時候，她立刻介妱她自己是蜜雅·坎貝爾，和承認她不是拉克絲·克萊因。當阿斯蘭企圖說服她跟自己一起逃離直布羅陀的時候，她拒絕了，聲稱自己就是拉克絲和寧願變成拉克絲（這個也可能是精神分裂症的早期徵兆，或者很可能是人格分裂）。接下來的劇情，蜜雅向阿斯蘭和拉克絲堅稱自己就是拉克絲。
因為自己扮演的角色是阿斯蘭的未婚妻，或許自身對阿斯蘭抱有興趣，所以對阿斯蘭經常做出大膽的行為：當阿斯蘭睡著的時候，偷偷地溜進他的睡房與他睡在一起。阿斯蘭試圖與她保持距離，並告訴她真正的拉克絲並不會好像她這樣做的。即使阿斯蘭從不鼓勵她，蜜雅也繼續嘗試去接近他；另一方面，儘管對她沒有浪漫的感覺，阿斯蘭並不在乎，並把蜜雅當成朋友：他嘗試說服蜜雅跟他一起逃跑、當蜜雅死去的時候，可見他感到十分難過。
蜜雅在一次演說中，被拉克絲向公眾展現了她的詐欺，事件發生後，吉伯特送蜜雅與她的保鏢莎拉到月面都市上一個閒置的城市──哥白尼。諷刺的是，大天使號被選派為歐普第二太空艦隊，同樣跟拉克絲一起降落在月面都市哥白尼。莎拉通知蜜雅大天使號的出現，並告訴她拉克絲可能和大天使號一起。莎拉提議蜜雅（寫信給拉克絲的人）去做一些事情，精神上不穩固的的蜜雅接受了。
當基拉、亞斯蘭、美玲·霍克購物的時候，蜜雅的紅色Haro帶來了一張便條給拉克絲，內容是「拉克絲小姐，請你救救我！我將會被殺！」。阿斯蘭和美玲·霍克相信這是一個陷阱，但拉克絲無論如何也決定要去，她認為蜜雅請求自己的幫助。其餘三人陪同拉克絲去見蜜雅。
蜜雅在空的圓形露天劇場會見拉克絲等人，莎拉帶領的暗殺部隊圍繞著等待伏擊。蜜雅威脅著要開槍射傷拉克絲，但被阿斯蘭阻止了，射飛了蜜雅手上的槍。蜜雅堅持自己就是拉克絲·克萊因，拉克絲嘗試使蜜雅冷靜下來，告訴她即使現在樣子和聲音很像拉克絲，但蜜雅和拉克絲仍然是兩個不同的人，任何人也無法代替對方，自己的夢想是屬於自己的。
拉克絲不知情地進入了莎拉的視線，但煌的機械鳥托利提醒阿斯蘭注意莎拉，交火接著發生，當阿斯蘭幹掉大部分暗殺部隊人員的時候，莎拉投擲了一個手榴彈出來，但被煌和美玲·霍克將之射回給莎拉，莎拉重傷倒下。
當所有交火撤空後，穆·拉·福拉卡駕駛曉（不知火裝備）到逹了，當拉克絲登上曉的手上時，基拉邀請蜜雅跟他們一起逃跑，蜜雅接受了。不過，瀕死的莎拉開槍射向拉克絲，發現這的蜜雅設法推開拉克絲，但被子彈擊中了。阿斯蘭馬上開槍射殺莎拉。最後被憧憬的拉克絲，和寄予感情的阿斯蘭，二人一邊看護，安靜地一邊斷氣。
感到極度痛苦的蜜雅，給了拉克絲一張自己接受整形手術前的照片，並向拉克絲道歉，懇求她不要忘記她的歌曲和生命，熱淚湧上蜜雅的眼眶，她就這樣死在拉克絲的手臂上。阿斯蘭感到既憤怒又難過，抱著蜜雅的屍體回到大天使號，在那裡為她舉行了一個簡短而嚴肅的葬禮。
他們的關係是給予和回報。吉伯特給蜜雅一個實現夢想的機會，讓她成為拉克絲，然後控制她。得到一個受控制的拉克絲，相等於控制整個P.L.A.N.T.。他一開始的目的，就是操縱蜜雅。吉伯特沒有能力操縱拉克絲，所以就創造一個屬於自己的拉克絲，和決定殺死真正的拉克絲。
即使吉伯特利用蜜雅，他從不薄待蜜雅，他尊重和鼓勵她，對她說有說服力的說話：蜜雅是唯一一個可以拯救和為P.L.A.N.T.的人民帶來希望的人。蜜雅相信他的話，為他做到最好和滿足他的要求。
蜜雅對吉伯特的忠心是值得注意的。蜜雅對吉伯特深信不疑，即是阿斯蘭勸她跟他一起逃走，但她沒有這樣做，因為吉伯特讓她變成拉克絲，她相信吉伯特是一個好人，只要做好本份，就不會被殺。即使知道吉伯特真正需要的不是蜜雅，而是拉克絲，蜜雅從來沒有指責他的目的。
她的名字（Meer），在荷蘭語是表示「湖」。然而在動畫裡，她的名字發音是錯誤的，聽起來好像荷蘭語的「螞蟻」（mier）。這個呼應著拉克絲的名字（Lacus），在拉丁語中也有「湖」的意思。Meer同時在德語中也有「海洋」的意思。
蜜雅用英語寫給拉克絲的信，文法上有相當大的錯誤（「Help! I'm going to killed, Ms. Lacus!」），或許這是一個對《機動戰士Z GUNDAM》的致敬，劇中角色凱·西登寫了一封文法同樣錯了的信給小林隼人，內容是「克瓦特羅（Quattro Bajeena）實際上就是一位（Char Aznable）」（「Captain Quattro, he is a CHAR」）。
亞瑟·托萊恩（Arthur Trine）
配音：高橋廣樹（日本）；陳卓智→雷霆（香港）；于正昇（台灣）
- 生日：C.E.47年1月4日
- 年齡：26歲／28岁[30]
- 種族：調整者
- 介紹：

智慧女神號副艦長，屬能夠化解緊張氣氛的角色，常常作些讓妲莉雅艦長哭笑不得的事，但妲莉雅還是很積極培育他。
最後因為智慧女神號全毀，奉妲莉雅的指示處理善後。
后续的广播剧中他受委托将妲莉雅的遗物送去给她的儿子威廉，并成为其监护人。
C.E.75年担任千禧号副舰长。後來因近江艦長主動把艦長的位置讓給瑪琉以方便指揮新加入的原大天使號成員，自己則擔任副艦長輔助，而令亞瑟失去副艦長的位置。
（Abbey Windsor）
配音：根谷美智子、户松遥（剧场版）（日本）；袁淑珍→陸惠玲（香港）
- 年齡：22岁（电影版）[30]
- 種族：調整者
- 介紹：

自從阿斯蘭將美玲帶離智慧女神號後，她接替了美玲原本的飛航管制員職位。
C.E.75年担任千禧号MS管制职位。
曼德·艾維斯（Madd Aves）
配音：楠大典（日本）
- 生日：C.E.36年12月10日
- 年齡：37歲／38岁[31]
- 種族：調整者
- 介紹：

札夫特軍艦智慧女神號的MS技術人員。為人工作認真，是尤蘭和維諾等人的領班。有專家氣質的中年人。
尤蘭·肯特（Youlant Kent）
配音：杉田智和（日本）；劉昭文（香港）；梁興昌（台灣）
- 生日：C.E.56年7月11日
- 年齡：17歲
- 種族：調整者
- 介紹：

和維諾一樣都是札夫特軍艦智慧女神號的MS技術人員，為人好色，經常和好友維諾談論色情話題。因為是17歲所以和年紀相近的真、露娜瑪莉亞和維諾的關係很好。尤其和真的關係，已經到了會在私下一起出遊的程度。
維諾·杜普雷（Vino Dupre）
配音：小田久史（日本）；陳卓智（香港）
- 生日：C.E.57年12月4日
- 年齡：16歲／17岁[31]
- 種族：調整者
- 介紹：

札夫特軍艦智慧女神號的MS技術人員，性格積極之餘也有稍微有點孩子氣。雖然因面臨新型艦智慧女神號的潛航儀式在工作上有點緊張，而在地球聯合軍的奇襲下突然來臨的實戰中，也難掩不安的神情。個性開朗，能緩和周圍的氣氛。
陳傑義（Chen Jian Yee）
配音：泰勇氣（日本）
- 生日：10月25日
- 年齡：不明
- 種族：調整者
- 介紹：

智慧女神號的武器管制員。
巴托·海姆（Burt Heim）
配音：野島健兒（日本）
- 生日：3月9日
- 年齡：不明
- 種族：調整者
- 介紹：

智慧女神號的雷達管制員。
馬立克·亞德邦茲（Malik Yardbirds）
配音：諏訪部順一（日本）
- 生日：8月20日
- 年齡：不明
- 種族：調整者
- 介紹：

智慧女神號的操舵手。
海涅·威斯坦弗斯（Heine Westenfluss）
配音：西川貴教（日本）；黃啟昌（香港）；梁興昌（台灣）
- 生日：C.E.52年9月19日
- 年齡：21歲（KIA）
- 種族：調整者
- 介紹：

駕駛「ZGMF-X2000 古夫烈焰型」（Gouf Ignited）。
由於基巴杜·戴蘭達議長的任命而被調往智慧女神號的皇牌駕駛員，在第二次雅金·杜威攻防戰，隸屬賀金斯隊的海涅取得驕人的成果，因此被任命為FAITH，在地球聯合使用核彈攻擊P.L.A.N.T.時，駕駛橙色瞬發型薩克幽靈立於最前線的他，擊破相當數量的地球聯合軍戰艦。性格平易近人，因此獲得大家的喜愛。但在駕駛新型機橙色古夫烈焰型與地球聯合軍交戰的時候，因為只顧追擊自由鋼彈而沒有留意後方，因此被蓋亞鋼彈擊中，海涅因此戰死，他的死也同尼可一样给阿斯兰带来了极大的影响。
角色名稱源自於西川貴教本人，「Heine」乃西川貴教仍為「Luis-Mary」旗下歌手的藝名，意為「灰色的貓」。「Westenfluss」意譯為德語的「西川」，即是西川貴教的姓氏。
若亞敬·拉道爾（Joachim Radol）
配音：高塚正也（日本）；招世亮（香港）
- 年齡：不明
- 種族：調整者
- 介紹：

札夫特高階軍官，坐鎮於「雷賽布斯級」陸上戰艦並與智慧女神號聯手攻陷地球軍的「羅安格林砲台」。
尤普·馮·阿拉法斯（Yop Von Araphus）
配音：吉田尚紀（日本）
- 年齡：不明（已故）
- 種族：調整者
- 介紹：

刺殺拉克絲的札夫特特種部隊士兵，率眾刺殺拉克絲未遂後，在煌的自由鋼彈面前自爆身亡。
然而他的死也使拉克絲與煌將矛頭指向札夫特議長吉伯特·杜蘭朵。
薩托（Sato）
配音：山口太郎（日本）
- 年齡：不明（KIA）
- 種族：調整者
- 介紹：

叛軍首腦，曾企圖將「尤尼烏斯七號」的殘骸墜落至地球上，最後以失敗告終，並被智慧女神號部隊擊墜身亡。
King Takeda
配音：竹田青滋（日本）
- 年齡：不明
- 種族：調整者
- 介紹：

蜜雅·坎貝爾的經紀人。外形設計以本作製片人竹田青滋為藍本，本人亦擔任此角色聲優。

### 电影版
瓦尔特·德拉门特（Walter De Lament）
配音：藤真秀（日本）
- 年龄：51岁[32]
- 种族：调整者
- 介绍

《SEED FREEDOM》中P.L.A.N.T.的议长，中立派。在芬德申的阴谋显现后和卡嘉莉一同遭到其他国家领导人的指责。之后因为哈里委员长发动武装政变的缘故，随即在伊扎克·焦耳、志保·哈尼夫斯等人的保护下前往永恒号避难。
哈里·贾甘纳特（Hari Jagannath）
- 年龄：39岁（KIA）[34]
- 种族：调整者
- 介绍

《SEED FREEDOM》中P.L.A.N.T.的国防委员长，激进派。在芬德申的阴谋显现后发动武装政变意图推翻瓦尔特议长，在劝说无效之后被伊扎克使用流星击毙，其所领导的武装政变亦被平息。

### 游戏
梅亚·希瓦（Meir Siva）
游戏《SDGUNDAMG世代 永恆》篇章《机动战士GUNDAM SEED Recollection》中登场。扎夫特元老，曾参与MS的研发。被称为“帕特里克·萨拉的心腹”。其农业学家的丈夫和儿子均死于血染情人节，而后梅亚·希瓦开始逐渐变得疯狂。
梅亚·希瓦曾参与制定割喉战。在第二次雅金·杜威战役时担任第一防卫舰队司令。在得知帕特里克·萨拉身死后，梅亚·希瓦本想自杀殉国，却被副官亚伦阻止。后率队脱离札夫特。
亚伦·罗兰
游戏《SDGUNDAMG世代 永恆》篇章《机动战士GUNDAM SEED Recollection》中登场。梅亚·希瓦的副官。

## 歐普聯合首長國
歐普聯合首長國（United Emirates of Orb）

### 第一季登場角色
烏茲米·那拉·阿斯哈（Uzumi Nara Athha）
配音：大川透（日本）；陳永信→張炳強（香港）
- 年齡：不明（已故）
- 種族：自然人
- 介紹：

歐普聯合首長國代表首長（元首），也是卡佳里的養父，人稱「歐普之獅」。
在地球軍即將消滅歐普之前，將一張照片拿給卡佳里，也揭露了卡佳里與煌之間是孿生姐弟的事實。
最後在大天使號與草薙號從歐普本土升空後，為了不讓地球軍占領質量投射裝置和摩根雷堤社的技術設施，留下了「歐普和這個世界，絕不會任其擺佈！」後啟動了毀滅系統自爆身亡。
之後在第二季札夫特進攻歐普期間，卡佳里聽了他生前的錄音留言，一生的名言為：「力量僅僅只是力量，過度追求是愚昧，但隨意放棄也是愚蠢。」「ORB-01 曉」也被託付給養女卡佳里。
本系列劇情中並未提及他是否有親生子嗣。
霍姆拉（Homura）
配音：水內清光（日本）
- 年齡：不明（MIA）
- 種族：自然人
- 介紹：

歐普代理首長，為烏茲米的副手。
在地球軍攻陷歐普之後，生死不明。
愛莉卡·西蒙斯（Erica Simmons）
配音：柳澤三千代（日本）
- 年齡：38岁（电影版）[11]
- 種族：調整者[36]
- 介紹：

歐普的科學研究機構「曙光社（Morgonroete）」的研究人員，有一個兒子。
茱莉·吳·尼恩（Juri Wu Nien）
配音：佐藤裕子（日本）；王瑞芹→林美秀（台灣）
- 年齡：不明（KIA）
- 種族：自然人
- 介紹：

歐普的「MBF-M1 M1異端式」駕駛員，最後被地球軍部隊擊墜身亡。
亞沙琪·考德威爾（Asagi Caldwill）
配音：松本沙知（日本）；林美秀→詹雅菁（台灣）
- 年齡：不明（KIA）
- 種族：自然人
- 介紹：

歐普的「MBF-M1 M1異端式」駕駛員，最後被地球軍部隊擊墜身亡。
瑪尤拉·拉巴特（Mayura Labatt）
配音：倉田雅世（日本）；詹雅菁→王瑞芹（台灣）
- 年齡：不明（KIA）
- 種族：自然人
- 介紹：

歐普的「MBF-M1 M1異端式」駕駛員，最後被地球軍部隊擊墜身亡。在最早期的三名測試員中擁有著隊長的地位。
雷德尼爾·奇薩卡（Ledonir Kisaka）
配音：千葉一伸（日本）；陳欣（香港）
- 年齡：32岁（电影版）[11]
- 種族：自然人
- 介紹：

歐普陸軍上校，為卡佳里所倚重的左右手，在第一季後期搭乘「草薙號」與永恆號、大天使號攜手作戰。
在第二季札夫特進攻歐普期間，搭乘原本安德列·渥特菲德所操作過的「MVF-M11C 村雨」迎戰札夫特部隊，最後留在卡佳里身邊繼續輔佐她。
瑪娜（Mana）
配音：松本沙知（第一季）、山田美穗（第二季）（日本）
- 年齡：不明
- 種族：自然人
- 介紹：

為卡佳里打點一切的侍女。

### 第二季登場角色
尤納·洛馬·聖蘭（Yuna Roma Seiran）
配音：野島健兒（日本）；黎景全（香港）；梁興昌（台灣）
- 年齡：不明（KIA）
- 種族：自然人
- 介紹：

與阿斯哈家族敵對的政黨「聖蘭家族」的成員，企圖藉由與卡佳里之間的強制性政治聯姻來奪取首長之位，但因為煌的阻撓而使政治聯姻失敗。和父亲不同，尤納是吉布列的铁杆支持者。
之後他雖然順理成章的接任歐普首長之位（实际上是联合的傀儡），並強化與地球軍的合作，甚至提供地球軍首腦洛德·吉布列庇護，成為札夫特進攻歐普的藉口。行事天真、愚蠢、無知，在軍中毫無人心。因其無能的指揮差點葬送掉歐普。
卡佳里回歸後被趕下台，最後遭到被歐普村雨擊落的古夫烈焰型壓死。
烏納特·艾瑪·聖蘭（Unato Ema Seiran）
配音：松本大（日本）；翟耀輝（香港）
- 年齡：不明（KIA）
- 種族：自然人
- 介紹：

歐普政黨「聖蘭家族」的黨首並兼任歐普首相，也是尤納的父親，一手催生其子與卡佳里的政治聯姻。虽然观念不同，但是他和乌兹米一样认为不能让欧普再次受到战争威胁，因为惧怕地球联合的军事力量，最后只能冒着风险使欧普政府淪为洛德·吉布列的傀儡。和尤納不同，他对吉布列的信任度不高。
最後在逃到地下司令部時，被札夫特的「遁地古恩」破壞地下司令部，死在瓦礫堆中。
戶高（Todaka）
配音：一條和矢（日本）；鄧榮銾→陳欣（香港）；劉傑（台灣）
- 年齡：不明（KIA）
- 種族：自然人
- 介紹：

歐普海軍上校，為巨大航空母艦「建御雷」的艦長。
曾將喪失家人的真送到P.L.A.N.T.；最後隨著被真擊沉的建御雷號光榮捐軀。
天城（Amagi）
配音：千葉進步（日本）；蘇強文（香港）
- 年齡：不明
- 種族：自然人
- 介紹：

歐普海軍上尉，為戶高的部屬。
最後在「建御雷」被擊沉之前，艦長戶高下令他將生還者帶到真正的歐普代表首長卡佳里所在的大天使號上，并担任大天使号副舰长。
之後參與了「三艦同盟」與札夫特之間的戰役。
曾我（Soga）
配音：西前忠久（日本）
- 年齡：不明
- 種族：自然人
- 介紹：

歐普空軍上校，參與了攻陷被札夫特占領的「鎮魂曲」地面發射台的戰役。
馬場
配音：花田光（日本）；馮錦堂（香港）
- 年齡：不明（KIA）
- 種族：自然人
- 介紹：

歐普空軍上尉，最後駕機對智慧女神號發動自殺式攻擊，壯烈成仁。

### 电影版
托亚·真岛（Toyah Mashima）
配音：佐仓绫音（日本）
- 年齡：不明
- 種族：不明
- 介紹：

电影版中为卡嘉莉的秘书。

## 其他角色

### 第一季
阿夫門德（Ahmed）
配音：沼田祐介（日本）；李錦綸（香港）
- 年齡：不明（KIA）
- 種族：自然人
- 介紹：

反抗軍組織「光明沙漠」的戰士，對卡佳里懷有好感，最後傷重而死。
賽布·阿修曼（Sahib Ashman）
配音：廣瀨正志（日本）；梁志達（香港）
- 年齡：不明
- 種族：自然人
- 介紹：

反抗軍組織「光明沙漠」的首腦，率眾與札夫特作戰。
亞爾·達·福拉卡（Al Da Flaga）
配音：三戶耕三（日本）
- 年齡：不明（已故）
- 介紹：

穆·拉·福拉卡的父親。不滿兒子穆的能力不如自己，為了使家產得以繼承，便找上響博士製造自己的複製人（拉烏·魯·克魯澤，雷·札·巴雷爾和其他胚胎並沒有被選中），以資助其研究費用來交換。可惜克魯澤成長過於迅速(老化)和註定短暫壽命也令其計畫落空，但仍把克魯澤以「私生子」身份帶回家中，讓他和穆以兄弟關係相處。
最後和妻子死於克鲁泽的纵火中。
艾露（Eru）
配音：豐口惠（日本）
- 年齡：不明（KIA）
- 介紹：

居住於海利歐波里斯的小女孩，在札夫特攻陷海利歐波里斯期間，被基拉救起並帶到一艘逃生艇上；最後她所搭乘的逃生艇被伊薩克擊落。
喬治·葛倫（George Glenn）
配音：堀秀行（日本）
- 生日：4月1日
- 年齡：不明（KIA，腦袋成為生體電腦「G」，安裝於羅·裘爾所屬的荷姆（H.O.M.E）戰艦中，成為艦長。）
- 種族：調整者
- 介紹：

史上第一位調整者，不但在體育方面出類拔萃，更在學術方面有很高的成就，曾在外太空發現神秘外星生物鯨魚型化石，證實外星生物的存在。
最後被反調整者激進派系「藍色宇宙」刺殺身亡。後來腦袋被取出，並改造成生體電腦G，被H.O.M.E.艦長「教授」從黑市市場收購，並裝在艦上作為艦長（實際上是教授不想處理艦長事務而買入）。
馬爾奇歐導師（Reverand Malchio）
配音：中井和哉（日本）
- 年齡：不明
- 介紹：

為某孤兒院的院長，雙眼失明，一心祈求世界和平；曾與拉克絲、卡佳里等人接觸過。煌與阿斯蘭決戰，神盾鋼彈與攻擊鋼彈雙雙被毀後，將被羅·裘爾救起的煌送到P.L.A.N.T.療傷。
在外傳《SEED X ASTRAY》，委託普雷亞·雷腓力往宇宙取得反中子干擾器，以解決地球能源問題。
致力維護和平的盲人導師，受到自然人和調整者雙方敬重。
薇雅·響（Via Hibiki）
配音：桑島法子（日本）
- 年齡：不明（KIA）
- 介紹：

煌與卡佳里的生母，雁田的姊姊，極力反對丈夫將兒子們(不只有煌，之前也有無數胚胎失敗品)當作人造子宮的實驗材料。
最後被反調整者激進派系「藍色宇宙」刺殺身亡。
悠連·響（Ulen Hibiki）
配音：柳澤榮治（日本）
- 年齡：不明（KIA）
- 介紹：

煌與卡佳里的生父，為了打造出「最完美的調整者」，不惜將自己的親生子嗣當作實驗體。
最後被反調整者激進派系「藍色宇宙」刺殺身亡。
春间·大和（Halma Yamato）
配音：松本保典（日本）
- 年龄：不明
- 介绍：

煌的养父，也是煌和卡佳里的姨父，《SEED》剧情开始时居住在“海利歐波里斯”。在《DESTINY》中未登场，在《SEED FREEDOM》煌的照片中有露面。
未提及其是否有亲生子女。
雁田·大和（Calida Yamato）
配音：井上喜久子（日本）
- 年龄：不明
- 介绍：

煌的养母。薇雅·响的妹妹，煌和卡佳里的阿姨。《SEED》剧情开始时居住在“海利歐波里斯”。
未提及其是否有亲生子女，第二季與煌、拉克絲、馬爾奇歐導師與眾多孤兒一起生活。

### 第二季
可妮兒·阿爾梅塔（Conille Almeta）
配音：笹本優子（日本）；曾秀清→林雅婷（香港）
- 年齡：不明
- 介紹：

反抗軍成員，曾將地球軍「羅安格林砲台」的情報交給智慧女神號成員，並幫助他們成功攻陷羅安格林砲台。
真夕·飛鳥（Mayu Asuka）
配音：坂本真綾（日本）；林雅婷（香港）；林美秀（台灣）
- 年齡：不明（KIA）
- 種族：調整者
- 介紹：

主人公真·飛鳥的妹妹。「只要遵守法律和理念，即使是調整者也可以在此居住。」因為這點，真夕和真以及父母一家四口在中立國奧布過著和平的生活，兄妹兩人感情很好。
在地球聯合軍針對奧布的攻擊行動中（第一作），真夕和父母三人遭到流彈波及而死。為了替妹妹撿手機而僥倖活下來的真，眼前所見只有父母的屍體和妹妹的一隻手。「你好，我是真夕～不過很抱歉，我現在沒辦法接電話……」（這段留言，在《SEED Destiny》第四話中出現。）家裡剩下能讓真回憶的，就只有真夕的手機。
妹妹和父母的死，深深的影響了真的性格與思想。
希爾達·哈肯（Hilda Harken）
配音：根谷美智子（日本）；袁淑珍→謝潔貞（香港）；雷碧文（台灣）
- 年齡：22歲／23岁[37]
- 种族：调整者
- 级别：P.L.A.N.T.红衣精英
- 所属小队：大和队
- 介紹：

自願協助拉克絲的扎夫特机师之一，「ZGMF-XX09T 德姆騎兵」（Dom Trooper）三人組隊長，隊中負責指揮落實赫伯特選定的作戰方案，專用機體編號003。同性戀者，因為暗戀拉克絲而加入，平常以眼罩遮掩受傷右眼。弥赛亚攻防战时加入大天使号，战后和基拉等人前往P.L.A.N.T.卫星，之后正式成为大和队的成员。
赫伯特·馮·萊因哈特（Herbert von Reinhardt）
配音：楠大典（日本）；陳永信（香港）
- 年齡：26歲／28岁[37]
- 种族：调整者
- 级别：扎夫特绿衣
- 所属小队：大和队
- 介紹：

自願協助拉克絲的扎夫特机师之一，「ZGMF-XX09T 德姆騎兵」三人組成員，負責為馬斯的作戰方案作決策，專用機體編號004。
馬斯·西緬（Mars Simeon）
配音：諏訪部順一（日本）；招世亮（香港）
- 年龄：27岁（电影版）[37]
- 种族：调整者
- 级别：扎夫特绿衣
- 所属小队：大和队

自願協助拉克絲的扎夫特机师之一，「ZGMF-XX09T 德姆騎兵」三人組成員，負責為小隊提出作戰方案，專用機體編號009。

### 书籍
. 日本: 一迅社. 2024-03-18. ISBN 978-4-7580-1868-5 （日语）. 
. 日本: 角川書店. 2005-07-10. ISBN 4048538802 （日语）. 
. 日本: 双葉社. 2012-11-28. ISBN 4575464694 （日语）. 

## 註解
1. ↑  前者为TV版声优，后者为特别篇《虚空的战场》、《遥远的拂晓》声优。
2. 1 2  前者为TV版声优，后者为特别篇《虚空的战场》声优。
3. ↑  第16集
4. ↑  第17-19、21集
5. ↑  第36集
6. ↑  第41-42集
7. ↑  SEED DESTINY第37、39集
8. ↑  在《Animage》2005年10月号刊载的栏目《<特殊設定>森田繁氏に聞く》中，森田繁曾提到一號軍械库事件为杜蘭朵有意洩漏三台高达的资料所致，且其在尤尼烏斯七號墜落事件后，曾將相關資料洩漏給藍色宇宙而造成後來更大的戰爭。不过该栏目揭露的设定与其他官方来源多有冲突。
9. ↑  然而事实上在动画原版和高清重置版中，都可以找到自由躲避光束的影像。
10. ↑  De译为“德”。与后续部分连写，不加圆点。

## 外部連結
- 《機動戰士GUNDAM SEED》gundam.info官方網站 （页面存档备份，存于） （繁體中文）（简体中文）（英文）
- 《機動戰士GUNDAM SEED DESTINY》gundam.info官方網站 （页面存档备份，存于） （繁體中文）（简体中文）（英文）
- 《機動戰士GUNDAM SEED FREEDOM》官方網站 （页面存档备份，存于）